# Cimetières de Nantes
Vous lisez un « bon article » labellisé en 2010.
Les cimetières de Nantes ont chacun leur propre histoire, plus ou moins riche selon les lieux, et sa propre part d'hôtes remarquables. Depuis 1979 quinze cimetières sont en activité sur le territoire de la commune de Nantes (au moins en partie) : Bouteillerie, Chauvinière, Cimetière Parc, Miséricorde, Pont du Cens, Saint-Clair, Saint-Donatien, Saint-Jacques, Saint-Joseph-de-Porterie, Saint-Martin (ancien et nouveau), Sainte-Anne (ancien et nouveau), Toutes-Aides et Vieux-Doulon.
La place des morts étant à la fois souhaitée hors de la ville et proche des lieux de cultes, principalement des églises (voire à l'intérieur de celles-ci), l'emplacement des cimetières a évolué au fil du temps. Certains, tels que ceux de Saint-Léonard, de Chamfleuri, ou encore des Huguenots, ont disparu. Les considérations de salubrité publique, les choix politiques et économiques, les oppositions religieuses (contre les Juifs puis les Protestants), les guerres (guerre de Vendée, les deux guerres mondiales), ont modelé le nombre, l'organisation et l'apparence des nécropoles que les Nantais connaissent au XXIe siècle.
Le respect des croyances, des convictions, des choix de sépultures, la situation géographique en pleine zone urbanisée (à une exception près), la réglementation actuelle sont le fruit d'un processus historique.

## Historique des lieux d'inhumation à Nantes

### Antiquité
C'est au cours du IIIe siècle que l'inhumation a supplanté la coutume de l'incinération (qui consistait à brûler les cadavres), qui semble-t-il a complètement disparu vers l'année 410, sous l'influence des prescriptions chrétiennes. Cependant la coutume d'inhumation est très ancienne. Des défunts sont enterrés dans le sol ou dans des sarcophages de pierre, souvent avec des objets personnels, bijoux, pièces de monnaie, etc. Pour les citadins, l'enterrement doit avoir lieu hors des villes, où aucune sépulture, aucun bûcher funéraire n'est admis. À Nantes les tombes sont placées le long des axes conduisant à la ville, aux portes de celle-ci. Les stèles de cette époque sont abattues au moment de la construction de l'enceinte romaine au IIIe siècle. Le sort des défunts de familles aisées est différent : ils sont enterrés dans les « villas ». Les nécropoles de l'Antiquité tardive se situent au nord-est de l'enceinte, au niveau de la chapelle Saint-André, et des églises Saint-Similien et Saint-Donatien. Le vestige funéraire le plus ancien retrouvé à Nantes est une dalle funéraire de marbre rose, découverte en 1869 sur le site du couvent des Cordeliers, au sud-ouest de la place Roger-Salengro (qui s'appelait alors « place de la Préfecture »), à l'occasion de la construction d'une chapelle pour les « dames de la Retraite », qui occupaient alors l'établissement.

### Diffusion des rituels chrétiens

#### Premiers cimetières

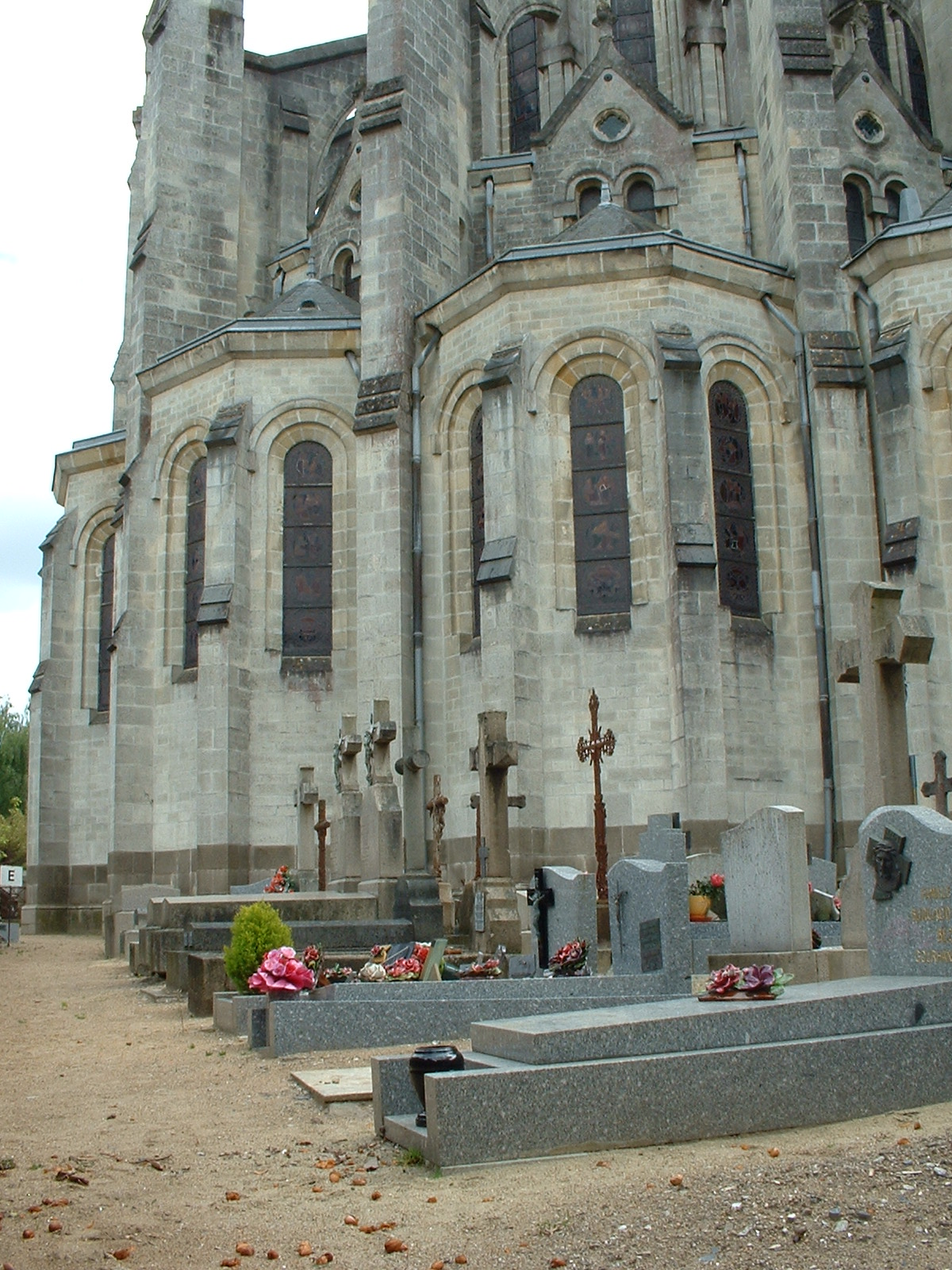
Tombes ornées de croix disposées au pied de la partie extérieure nord-est de l'église Saint-Donatien.

Les deux martyrs chrétiens saint Donatien et saint Rogatien, enterrés avec leurs ancêtres, sont dans ce cas. En effet, les chrétiens optent pour l'inhumation ; ils orientent les cercueils vers l'est, en direction de Jérusalem et du lever du soleil. Le rituel chrétien conditionne fortement l'histoire funéraire à Nantes. On a retrouvé des sépultures mérovingiennes au niveau des actuelles place Maréchal-Foch, rue d'Argentré, rue Labouchère et dans le jardin de la maison Minée (près de la rue Georges-Clemenceau). La culture païenne est encore très présente à cette époque, le cimetière public occupe alors une zone comprise entre l'Erdre et les actuelles rues Moquechien et Jeanne-d'Arc, et le quartier du Bourgneuf. Un autre cimetière occupe l'emplacement des actuelles église Saint-Similien et place du Martray. Les tombes païennes y côtoient une stèle dédiée à un martyr.

#### Inhumation dans les églises et autour
La religion chrétienne ouvre la voie à une nouvelle coutume : l'inhumation à l'intérieur des églises, ou aux alentours immédiats ; les abords des églises recueillent les dépouilles des enfants morts avant baptême, des errants, des pauvres. Dépourvus de clôtures, ces cimetières sont des lieux de passage, de réunion, où même des marchands peuvent s'installer, où les enfants jouent, les animaux paissent.
La langue française témoigne de la position de ces cimetières extérieurs aux édifices sacrés. Les mots « parvis » et « paradis » ont la même racine. Ce qui est aujourd'hui une place nue jouxtant les bâtiments était autrefois un lieu où reposaient les morts. Avant sa reconstruction du XVe siècle, l'église Saint-Nicolas est plus petite et orientée ouest-est ; au nord, un cimetière la longe, à l'emplacement de l'abside et du transept actuels (un autre occupait le futur emplacement du marché de Feltre). Autre exemple, l'espace situé devant la façade ouest de la cathédrale — qui prendra plus tard le nom de place Saint-Pierre — est occupé jusqu'en 1617 par un cimetière (l'abbé Travers en donne une description : deux cimetières clos par des haies, plantés d'arbres et séparés par la voie menant de la porte Saint-Pierre au centre de la ville ; Travers suppose même que ce cimetière était d'un seul tenant avant la fin du XIIe siècle). La position exposée de ce type de cimetière les dépréciait, ainsi qu'il est mentionné dans le paragraphe précédent. Les paroissiens constatent le peu de dignité des cimetières extérieurs, et par respect pour leurs morts, intensifient la pratique des enterrements à l'intérieur des églises.

#### Résistance à l'éloignement des lieux de sépulture
Lorsqu'en 1719 le Parlement de Bretagne veut interdire l'inhumation dans les églises à la suite d'une épidémie de scarlatine à Rennes, c'est la première fois en France qu'une institution laïque dénonce les lieux de culte comme foyers de contamination à cause des sépultures qui y sont pratiquées. Pourtant la population est récalcitrante à inhumer hors des églises car cela signifie enterrer les morts dans un lieu indigne. Les paroissiens continuent d'enterrer leurs morts dans les églises, mais la nuit. De nombreux testaments du XVIIIe siècle stipulent la volonté d'inhumation dans un lieu saint : l'église paroissiale pour la moitié d'entre eux, mais aussi dans les couvents ou les cloîtres. Le recours au cimetière paroissial (quand il existe) est un pis-aller.
Mais les mentalités changent peu à peu et lorsqu'en 1760 le sol des lieux de culte est interdit aux sépultures ce sont les paroissiens qui réclament la création de cimetières. C'est le cas de la paroisse Sainte-Radegonde, qui couvre le château des ducs et seulement une vingtaine de maisons, de Saint-Laurent qui ne compte que cent paroissiens, ces deux églises ne disposant pas d'enclos funéraire. Dans la même période, la municipalité nantaise réquisitionne le cimetière de Saint-Léonard pour permettre le tracé d'une nouvelle voie, signe révélateur de l'état d'esprit de la société : l'espace urbain doit être réservé aux vivants. Dès cette période les cimetières, s'ils n'ont pas d'organisation générale, sont tout de même clos et bien tenus.

### Lieux d'inhumation à la fin de l'Ancien Régime

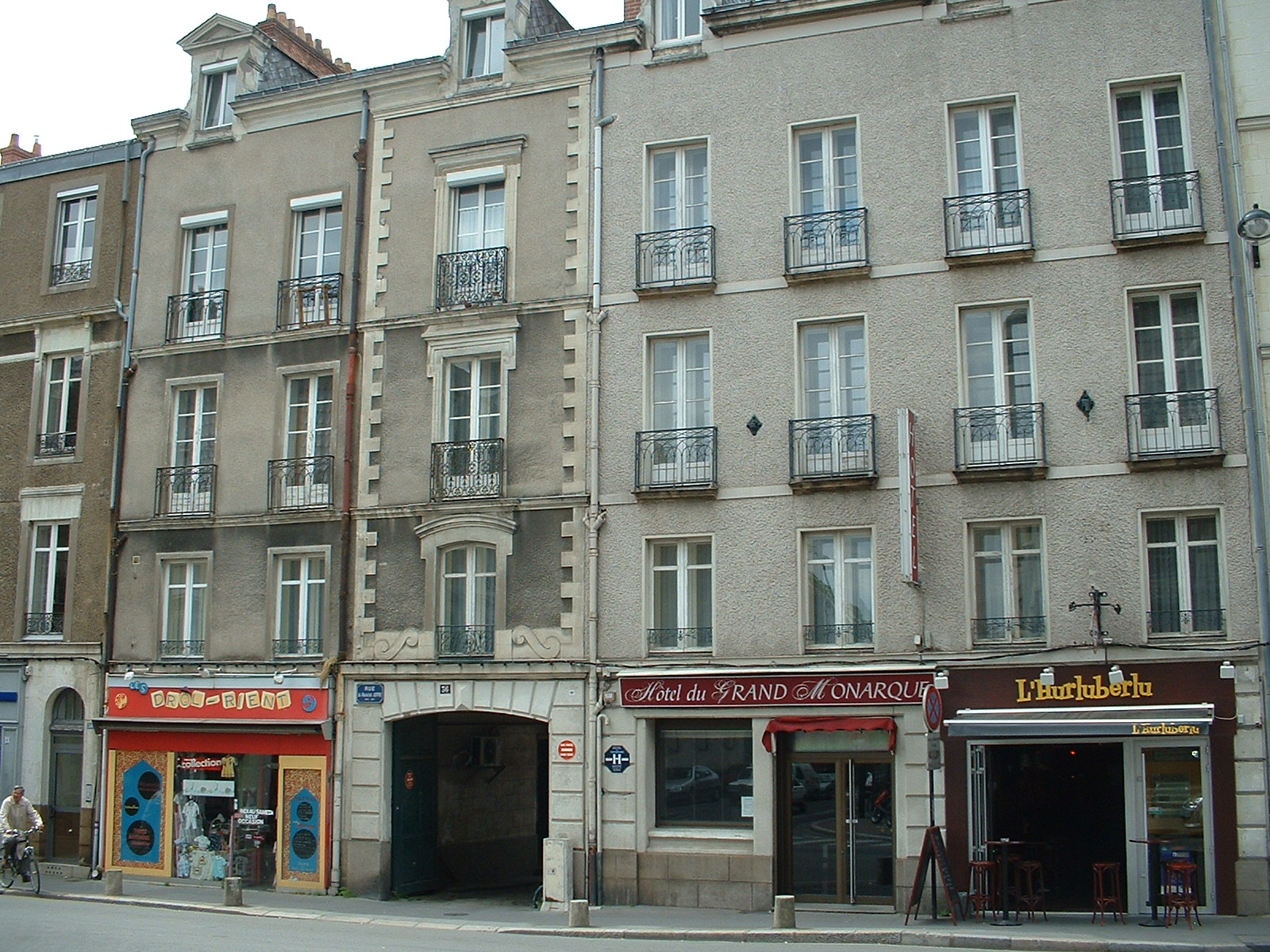
Emplacement de l'ancien cimetière de Chamfleuri.

Nantes s'accroît au fil du temps. Les anciennes limites de la ville sont englobées, et avec elles les lieux d'inhumation. Avant la Révolution, Nantes comptait douze paroisses qui disposaient d'au moins un lieu de culte, auprès desquels ou dans lesquels se trouvait toujours un lieu d'inhumation.
Saint-Similien en comptait deux : le grand cimetière (« cimetière des ossements », chapelle Saint-Symphorien) et autour de l'église le petit cimetière (réservé aux jeunes enfants). Saint-Clément dispose du cimetière de Champ-fleuri (ou Chamfleuri, là où se trouve au XXe siècle l'hôtel du Grand Monarque, à l'angle des actuelles rues Maréchal-Joffre et Geoffroy-Drouet) qui est transféré en 1774 à La Bouteillerie. Malgré la disparition de la petite église Saint-Jean au XVe siècle, son cimetière est longtemps resté en activité (porte Saint-Pierre). Depuis septembre 1470 jusqu'à la Révolution française, le côté nord-ouest de l'actuelle rue Ogée est occupé par le cimetière de la paroisse de la collégiale de la paroisse Notre-Dame, qui a été vendue en 1790 puis détruite, et avec elle les sépultures qu'elle contenait, dont celle d'Alain Barbe-Torte. Devant le pont-levis du château des ducs de Bretagne se trouvait jusqu'en 1780 la paroisse Sainte-Radegonde et son cimetière. L'église Sainte-Croix possédait son cimetière, sur son côté sud, et juste à côté se trouvait l'église Saint-Saturnin dont les sépultures étaient installées sur l'actuelle place Sainte-Croix. Saint-Nicolas avait un lieu d'inhumation au niveau du chœur de l'actuelle basilique, et un autre dans l'actuelle rue Cacault. Le cimetière de la paroisse Saint-Léonard se situait rue Garde-Dieu. Au bout de l'impasse Saint-Laurent se trouvait le cimetière de la paroisse Saint-Laurent (où se trouvait notamment la tombe de Mathurin Rodier), dont l'église contenait également des sépultures.
On enterrait également les morts à l'intérieur de l'église Saint-Denis, dans la rue du même nom. Même chose dans l'église Saint-Vincent, rue Saint-Vincent. Enfin, les nombreux monastères nantais (Cordeliers, Jacobins, Carmes, Capucins, Chartreux, Visitandines, Carmélites, Clarisses, tertiaires de Sainte-Élisabeth, Pénitentes, etc.) possédaient un lieu d'inhumation. Cette coutume se prolonge tant que les établissements religieux sont en activité (par exemple dans le domaine des Oblates où le cimetière privé, conservé jusqu'au XXIe siècle), où les religieuses défuntes sont enterrées dans un cimetière privatif, autour d'une petite chapelle où sont accueillies les dépouilles des mères supérieures.
Datant du XVe siècle, le « cimetière des suppliciés » est situé sur un marécage portant le nom de « Pré Nian », aujourd'hui la zone entre l'allée Brancas, la rue Du Couëdic, l'allée Cassard, la rue d'Orléans et la place Félix-Fournier. Il sert pour enterrer les cadavres de l'hôpital Sainte-Catherine, pour inhumer les corps des suppliciés, et est appelé plus tard « cimetière des huguenots ». Une tentative de faire disparaître ce cimetière situé dans une zone d'expansion urbaine échoue devant le refus des paroissiens de Nantes d'enterrer les suppliciés avec leurs morts.

### Formation des cimetières modernes

#### Insalubrité liée aux lieux de sépulture
En 1565, le puits situé près du cimetière sur la place Saint-Pierre est pollué. Cet incident ancien souligne le problème posé de longue date par la proximité des lieux où reposent les corps en décomposition et des points d'approvisionnement en eau. Au XVIIIe siècle le problème de l'insalubrité des cimetières installés dans l'enceinte des villes est posé. En 1719, le parlement de Bretagne veut interdire l'inhumation dans les églises à la suite d'une épidémie de scarlatine à Rennes. À Nantes, des protestations sont formulées par des riverains de cimetières, en raison « les exhalaisons méphitiques ». Dans la Gazette de la santé datée du 10 février 1774, il est relaté que près de Nantes un homme venant de mourir, on décida de transférer près de sa tombe les corps des défunts de sa famille enterrés ailleurs, ce qui provoqua la mort des quatre personnes chargées de l'exhumation et la grave intoxication des six curés présents ; fait divers qui soulignait la dangerosité des cadavres en décomposition. La mortalité augmentant brutalement lors d'épidémies, il est procédé à la création de cimetières hors les murs.

#### Naissance des cimetières généraux
Au XVIIIe siècle les cimetières généraux apparaissent, imposés par des édits royaux, édits confirmés par parlement de Bretagne en 1755, 1757, 1761 et 1772. Selon A. Lemaître, « la disqualification du clergé régulier » survenant à la fin de l'Ancien Régime conduit les responsables municipaux à s'attaquer au fonds immobilier du clergé pour réaliser des places publiques, des lieux d'inhumation. À Nantes, un terrain des Carmélites est convoité. C'est le 10 mars 1776 qu'une Déclaration royale de Louis XVI réglemente les inhumations à l'intérieur des églises. Celles-ci ne sont pas interdites, mais les nouvelles conditions les réservent de fait à une minorité de privilégiés. La même Déclaration accompagne cette mesure d'une obligation d'agrandissement des cimetières existants, et même le transfert de ceux qui dans les villes « pourraient nuire à la salubrité de l'air ». Deux ans avant cette promulgation, en avance sur son temps, la ville de Nantes achète la tenue de La Bouteillerie, y construit un cimetière. Il reçoit la bénédiction le 25 octobre 1774, et le premier enterrement, qui y a lieu le jour même, est celui de René Jannequin, environ treize ans, le deuxième dont on a la trace est celui de Guillaume Grou, armateur nantais. Celui-ci avait émis pour dernière volonté d'être enterré en l'église Saint-Clément, mais les nouvelles règles concernant l'interdiction d'inhumation dans les édifices religieux contrarièrent ce souhait.

#### Cimetières «complémentaires» de la Révolution
Avec la période révolutionnaire, la mortalité augmente. Jean Hectot, directeur du Jardin des plantes de Nantes de 1803 à 1820, alors qu'il seconde son prédécesseur François Le Meignen écrit à propos de l'emplacement du deuxième Jardin des plantes qu'« à l'Est, une excavation de 150 pieds sur 30 laisse apparaître le roc après que la terre a été décapée pour ensevelir les trop nombreux cadavres résultant de la guerre civile, de la Terreur, mais plus encore de la « maladie de l'entrepôt » ; le typhus ». Par exemple, en janvier 1794, en un mois, 2 500 personnes sont fusillées. Le 24 janvier 1794 il n'y a plus de place à la Bouteillerie qui est fermé. La Mairie utilise un terrain des Carmes de Nantes, près de la chapelle de la Miséricorde, et la première inhumation a lieu en mai 1793. À la suite d'une attaque des Chouans le 29 juin 1793, le cimetière est ravagé.
Devant l'augmentation du nombre de morts et le manque de main d'œuvre, le 29 Nivôse an II (18 janvier 1794), la municipalité demande aux citoyens d'enterrer eux-mêmes les cadavres trop nombreux. Mais les cimetières existants offrent trop peu de place, si bien que la Commission de salubrité mise en place par Jean-Baptiste Carrier s'attelle au problème. Du 10 Pluviôse an II (29 janvier 1794) au 16 Ventôse an II (6 mars 1794) quatre charniers accueillant respectivement 373, 462, 391 et 125 cadavres sont mis en activité. Le 23 Pluviôse (12 février) est officiellement créé un cimetière le long de la route de Rennes, dans une carrière exploitée par le « citoyen Henry, sur le terrain du citoyen Jogues ». À cette date, 600 corps y avaient déjà été déposés. Sur les 11 969 corps ensevelis entre le 26 Nivôse et le 30 Thermidor (15 janvier et 17 août 1794) dans les lieux recensés par la Commission de salubrité, 5 639 l'ont été dans le « cimetière » de la route de Rennes, auxquels s'ajoutèrent 798 cadavres d'animaux, enterrés au même endroit. Fin octobre 1794 on signale des « exhalaisons pestilentielles ». La commission s'en prend aux fossoyeurs, soupçonnés de bâcler le travail, par appât du gain.

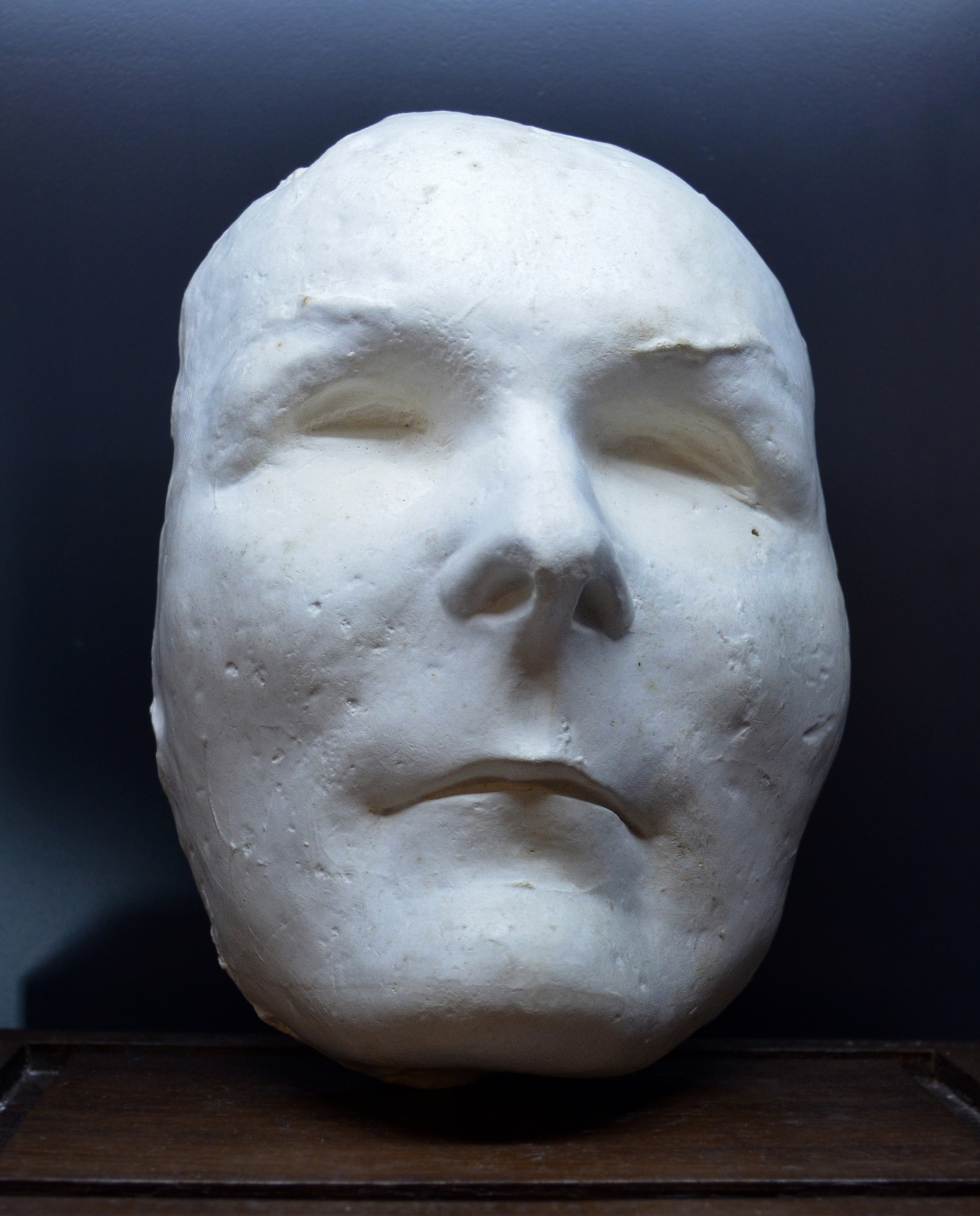
Masque mortuaire de Charette (masque du second moulage exécuté par Cazane - 12 germinal, an IV) - Historial de Vendée - Les Lucs-sur-Boulogne, Vendée.

Lorsque le corps de Charette fut déposé dans le cimetière, un moulage de son visage y fut fait 25 heures après sa mort par le plâtrier-visagiste Jean Cazanne qui exerçait rue Crébillon. Soupçonné d'avoir profité de l'occasion pour subtiliser le corps, il dut refaire un second moulage sous contrôle en présence de trois commissaires de police, qui font ensuite recouvrir le corps de Charette de terre, puis superposent dessus des cadavres apportés des hôpitaux.
Le 15 Vendémiaire an V (6 octobre 1796), les charniers ne s'imposant plus, quatre cimetières sont officiellement maintenus : La Bouteillerie, celui de la route de Rennes, celui du « pré Dachon près le fort château-Gaillard » (près de Miséricorde) et celui se trouvant « à l'entrée de la route de Clisson » (Saint-Jacques). Vers l'an IX ou X (1800-1801), des citoyens protestent contre l'état des cimetières de Dachon et de la route de Rennes : ils ne sont pas enclos, le second est situé sur un grand chemin ; ils sont jugés indignes. Le cimetière route de Rennes cesse d'être utilisé vers 1801-1802. À la Restauration, les velléités de placer un monument sur le site de la route de Rennes échouent. En 1825, le propriétaire de la carrière accepte de la vendre. M. Houeix de la Brousse veut enclore le terrain, le planter d'arbres et placer une stèle de marbre noir portant l'inscription : « Pax illis ». Sans doute le sujet était-il trop sensible, rien ne fut fait. Le lieu a presque été oublié jusqu'à sa redécouverte accidentelle en 1981. En 1943 et 1952, le docteur G. Halgan en fait mention dans le Bulletin de la Société archéologique et historique de Nantes. En 1981, rue Costes-et-Le-Brix (entre la rue Paul-Bellamy et le boulevard Lelasseur), au cours de travaux sur un chantier de construction, la découverte d'ossements humains, vestiges de la nécropole provisoire, faisait resurgir du passé le cimetière de la route de Rennes. On met au jour un charnier de 25 mètres de long et de 8 mètres de large. Le 23 février 1997,  l'association le Souvenir Vendéen fait apposer une plaque sur le site, avenue du Lavoir (qui est une impasse). L'inscription célèbre la « mémoire de Charette et de plus de 8 000 personnes ».
Il y a également un cimetière « vendéen », situé au niveau des carrières ou perrières de Gigant, qui était appelé « Champ des martyrs ». Une stèle subsiste en mémoire « de 4 000 Nantais et Vendéens ».

#### Réglementation napoléonienne
Appliqué à Nantes en l'an XIII, le décret impérial sur « les Sépultures et les Lieux qui leur sont consacrés » est promulgué le 23 Prairial an XII :
« Art. 1 - Aucune inhumation n'aura lieu dans les églises, temples, synagogues, hôpitaux, chapelles publiques et généralement dans aucun des édifices clos et fermés où les citoyens se réunissent pour la célébration de leur culte, ni dans l'enceinte des villes et des bourgs.
 Art. 2 - Il y aura, hors de chacune des villes ou bourgs, à la distance de trente-cinq à quarante mètres au moins de leur enceinte, des terrains spécialement consacrés à l'inhumation des morts.
 Art. 3 - Les terrains les plus élevés et exposés au nord seront choisis de préférence. Ils seront clos de murs de deux mètres au moins d'élévation. On y fera des plantations en prenant les précautions convenables pour ne pas gêner la circulation de l'air.
 Art. 4 - Chaque inhumation aura lieu dans une fosse séparée. Chaque fosse qui sera ouverte aura 1,50 à 2 mètres de profondeur sur 0,80 mètre de large et sera ensuite remplie de terre bien foulée.
 Art. 5 - Les fosses seront distantes les unes des autres de 3 à 4 décimètres sur les côtés et de 3 à 5 décimètres à la tête et aux pieds.
 Art. 6 - Pour éviter le danger qu'entraîne le renouvellement très rapproché des fosses, l'ouverture des fosses pour de nouvelles sépultures n'aura lieu que de 5 années en 5 années ; en conséquence, les terrains destinés à former les lieux de sépulture seront 5 fois plus étendus que l'espace nécessaire pour y déposer le nombre présumé des morts qui peuvent y être enterrés chaque année.
(...)
Art. 15 - Dans les communes où l'on professe plusieurs cultes, chaque culte doit avoir un lieu d'inhumation particulier ; et, dans le cas où il n'y aurait qu'un seul cimetière, on le partagera par des murs, haies ou fossés, en autant de parties qu'il y aura de cultes différents, avec une entrée particulière pour chacune, et en proportionnant cet espace au nombre d'habitants de chaque culte. »
En 1847, la municipalité de Ferdinand Favre tente de créer un cimetière conforme à la loi pour remplacer Miséricorde et La Bouteillerie, absorbés par l'urbanisation et donc trop proches des habitations ; 11 mai 1847 les élus municipaux votent pour l'acquisition d'un terrain en dehors des limites de l'octroi, entre les routes de Vannes et de Rennes de 7 hectares. Mais la Ville s'oppose au particulier dont les terres vont être réquisitionnées, M. Le Lasseur, qui obtient l'appui du préfet. Nantes se trouve coincée entre le refus de l'État exprimé en 1839 d'autoriser des agrandissements des cimetières existants car cela contreviendrait à la loi de 1804, et le refus du préfet de soutenir le projet de création d'un nouveau cimetière. C'est finalement le particulier qui a le dessus. À la suite de cette histoire, Miséricorde et Bouteillerie sont agrandis par pragmatisme, au mépris de la loi de 1804.

#### Intégration des cimetières dans le tissu urbain
En 1881, la mairie de Nantes conduite par Charles Lechat impose le transport des défunts de plus de 8 ans au moyen de chars funèbres, c'est-à-dire de corbillards, plutôt que sur des brancards à porteurs comme c'était autorisé jusqu'alors. À partir de 1890, le fossoyage est assuré en régie par les employés municipaux. Avant l'obligation des cercueils, les cadavres étaient enterrés dans un suaire, une simple chemise, se décomposant rapidement. Les mesures de salubrité publique entraînent l'apparition des enterrements bourgeois : beaux habits, effets personnels, concessions à perpétuité.
Dans les années 1890 se pose à nouveau le problème de l'extension des surfaces. La vente de concessions est devenue une source de revenus pour la commune. Plus il faut agrandir, plus il faut investir, et plus on investit, plus il faut de rentrées d'argent, et donc on agrandit. Nantes étant une ville pratiquant des niveaux de prix modestes, il est décidé de les augmenter. Pour justifier une augmentation qui pourrait atteindre 100 % pour s'aligner sur les autres villes de même dimension, la Municipalité s'empare du prétexte de la modernisation.
Apparaît alors l'architecte nantais Paul Coupry, qui se propose de créer des cimetières modernes, disposant d'un système d'assainissement de son invention. Il écrit une brochure intitulée Les Cimetières barbares du XIXe siècle remplacés par les Cimetières de l'avenir (voir en bibliographie), et il fait breveter son système qui obtient une reconnaissance à l'Exposition internationale d'hygiène de Paris en 1888. Partant du constat que les cadavres au contact de l'eau empoisonnent l'environnement, la méthode consiste à drainer et assécher constamment le sous-sol par un réseau de petits et grands aqueducs collecteurs. Après des expérimentations à Saint-Nazaire, la société créée par Coupry pour commercialiser son processus passe un accord avec la municipalité d'Alfred Riom à Nantes, et est chargée de tester son système sur 200 m2 au cimetière Miséricorde, opération réalisée en 1898. Parallèlement, en 1897, la Mairie en profite pour augmenter les tarifs des concessions.

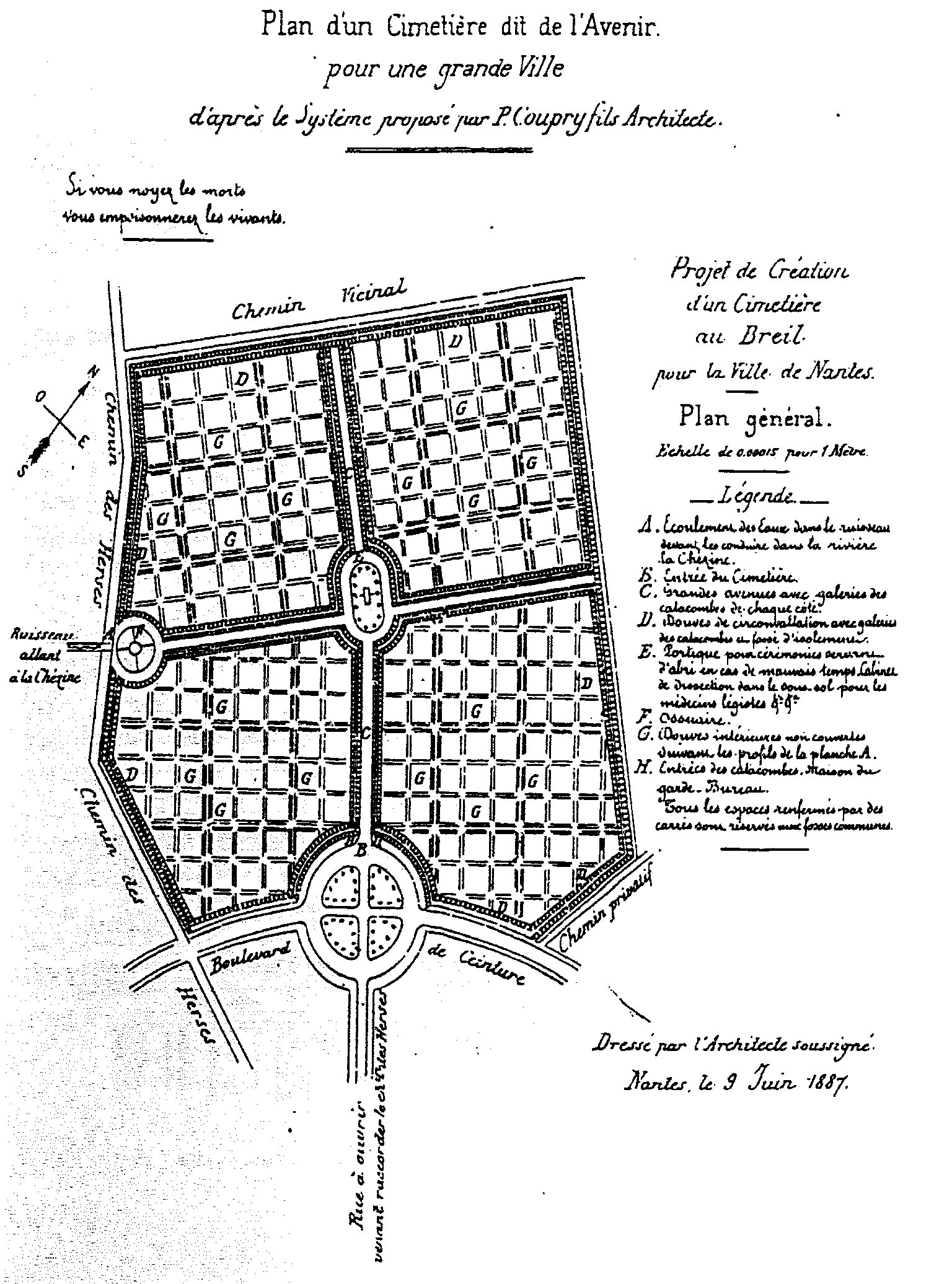
Plan de Coupry : projet du Cimetière de l'avenir au Breil.
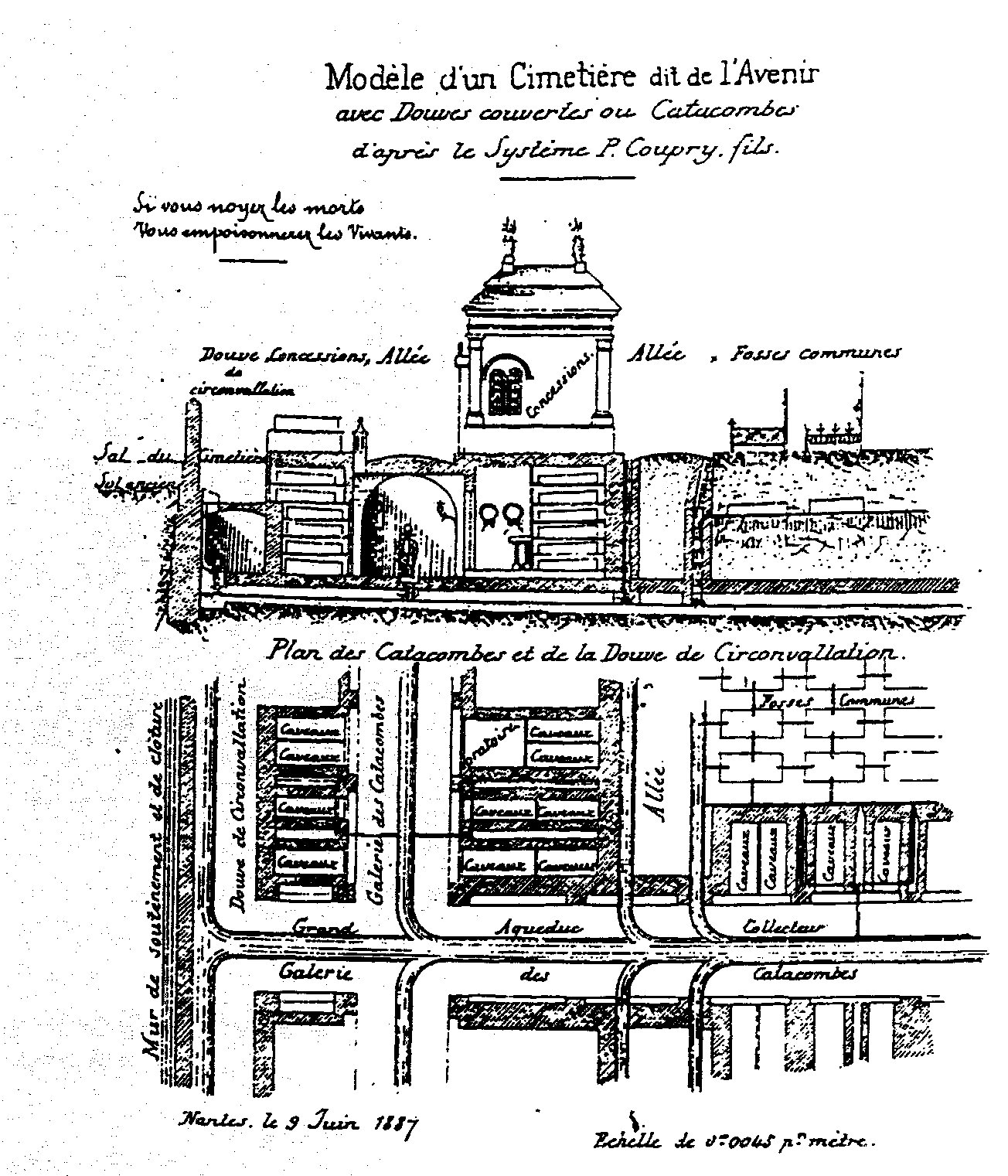
Plan de Coupry décrivant son système d'assainissement.

Mais les résultats satisfont peu les élus locaux, principalement en raison du coût des travaux nécessaires au système Coupry, et la collaboration avec la société de celui-ci fait long feu (il lui arrive la même mésaventure à Bordeaux). Cette histoire révèle le changement d'approche par rapport aux cimetières à Nantes, qui non monnayables et souvent insalubres sous l'Ancien Régime, deviennent exploitables financièrement et par intérêt commercial sont rendus salubres. Ils obtiennent le droit de rester dans le tissu urbain. C'est la pression foncière qui finira par exiler les lieux de sépulture, le prix du mètre carré croissant conduisant à la création du Cimetière Parc très loin du centre-ville, mais seulement en 1979.
Le coût d'entretien et d'agrandissement des cimetières s'élevant au fil de temps, la vente de concessions à perpétuité s'achève en 1908. Le procédé de crémation, souhaité par les gestionnaires des villes confrontés au problème d'espace disponible pour l'inhumation, se heurte à un problème moral et religieux. L'incinération des corps est déjà évoquée à Nantes en 1890, débattue dans les années 1930, un projet de lieu public de crémation envisagé puis abandonné dans les années 1970 dans le Cimetière Parc, où il faut attendre 1989 pour que le crématorium entre en activité.

### Place des sépultures religieuses autres que catholiques
La plupart des tombes relèvent du rite catholique, mais depuis la fin du XIXe siècle les adeptes d'autres religions ont la possibilité d'enterrer leurs morts selon leurs rituels propres et disposent de zones réservées, avec notamment un carré musulman et un carré juif.

#### Lieux d'inhumation israélites
La localisation précise du premier cimetière juif, dont la trace écrite apparaît sur un vieil inventaire du prieuré se référant à un document de 1231, est difficile. Il se situait près de l'église Saint-Cyr, au lieu-dit du Saut des Chiens, c'est-à-dire dans la zone desservie actuellement par la rue Saint-Léonard et la rue Garde-dieu. Ce lieu était à l'époque en dehors de l'enceinte de la ville. Ce lieu est acheté à titre privé par un Juif pour son activité professionnelle de pompes funèbres. Le massacre des Juifs de Nantes en 1236, suivi d'un édit de bannissement des Juifs de Bretagne prononcé par le duc Jean le Roux en 1240, provoqua la disparition de la communauté juive de la ville. Seules les dépouilles de Juifs de passage, commerçants itinérants, colporteurs, y sont inhumées.
Avec l'apparition du protestantisme et jusque dans les années 1870, le carré juif était enclavé dans la partie réservée aux protestants. En 1876, une demande des autorités juives de Nantes auprès de la Mairie laisse apparaître que ce cimetière servait en outre à enterrer les corps des Juifs de villes comme Angers, Brest, Quimper ou encore Rennes, dont les communautés ne bénéficiaient pas de l'existence d'un cimetière israélite. En 1892, alors qu'il a été obtenu que le cimetière juif occupe 650 m2 au cimetière Miséricorde, la communauté juive demande l'extension de la surface, la suppression des symboles chrétiens dans cette zone, et la mise en place d'une clôture d'isolement. Le décret promulgué par Napoléon Ier le 23 Prairial an XII aurait permis ce dernier point, mais la loi du 14 novembre 1881 l'interdit. Le carré juif a donc été débarrassé des ornements chrétiens et étendu à 1 200 m2 mais n'a pas été entouré d'une clôture. Ce carré étant arrivé à saturation en 1987, la Mairie a accordé 108 emplacements du Cimetière Parc à la communauté juive.

#### Lieux d'inhumation protestants
Le premier lieu d'inhumation des Protestants (Calvinistes) fut au début du XVIIe siècle le cimetière Saint-Cyric (motte Saint-André), ancien lieu de sépulture de l'église Saint-Cyr-et-Sainte-Julitte (au niveau de l'actuelle rue d'Argentré) rasée par Pierre Mauclerc au XIIIe siècle. Une nouvelle église est construite, l'église Saint-Léonard, avec un nouveau cimetière, tandis que l'ancien est abandonné. En 1601, c'est ce lieu qui est accordé aux Protestants, malgré la vive opposition des paroissiens catholiques qui refusent de céder ce terrain pourtant inutilisé.
Après la promulgation de l'Édit de Nantes, trois nécropoles sont réservées aux Protestants, malgré des oppositions : le cimetière Saint-Léonard au bas de la motte Saint-André, un autre à la porte de Couëron de la Ville-Neuve (Marchix), et enfin à Richebourg ; seul le premier sera effectif, les deux autres seront éliminés autoritairement. En 1655 apparaît le « cimetière des Huguenots », ou « cimetière des suppliciés » (rive droite de l'Erdre, autour de l'actuelle rue d'Orléans). Le 24 mars 1726 un édit royal de Louis XV fait obligation à plusieurs villes dont Nantes d'aménager un cimetière clos et surveillé par un gardien, destiné aux étrangers protestants venant à décéder en France. Nantes attribue alors une parcelle près du « jardin des apothicaires », dans le quartier du Marchix, un emplacement traversé en 1753 par le prolongement de la rue Mercœur. Par la suite, l'emplacement réservé aux Protestants est inclus dans l'actuel cimetière Miséricorde. Bien que le texte légiférant leur création précise que ce lieu doit être réservé aux « étrangers de la Religion prétendue réformée », les Protestants locaux y sont enterrés, y compris ceux des paroisses avoisinantes.
Après la Révolution, on tente de régler le problème en imposant aux communes dont les habitants relèvent de plusieurs cultes de créer des zones séparées, ainsi que dispose l'article 15 de la loi du 23 Prairial an XII. Cette loi rencontrait l'hostilité des catholiques très majoritaires et qui admettaient parfois assez mal la présence protestante : dans une lettre de 1852, en raison de travaux, l'Évêché de Nantes autorise temporairement la traversée de la partie catholique du cimetière Miséricorde par les convois funèbres protestants à condition que des mesures soient prises pour éviter qu'ils ne croisent pas les convois catholiques. Dans les petites communes, les cimetières nouveaux étaient bénits entièrement selon le rite catholique. Ceci entraînait des situations inextricables, telle celle d'un certain Karatsch, protestant marié à une catholique qui ne put être enterré près de sa femme et de sa fille du fait que le cimetière entier étant catholique, y enterrer un protestant était interdit par la loi. En 1869, le corps de madame Tamelier, protestante, resta seize jours dans un hangar car ses proches refusaient de l'enterrer dans la partie réservée aux enfants sans baptême et aux suicidés, seul emplacement étant accessible dans son cas selon la loi. Ces problèmes entraînent la laïcisation des cimetières en 1881, l'article 15 de la loi du 23 Prairial an XII étant abrogé.

#### Lieux d'inhumation musulmans
Des tombes musulmanes figurent dans le carré militaire de la Bouteillerie et parmi les tombes des victimes des bombardements de Nantes de 1943-1944 situées dans le cimetière de la Chauvinière. Une partie des musulmans étant d'origine étrangère, des familles choisissent de faire transférer le corps de leurs défunts dans le pays de leur choix. En 2009 ce type de transfert, très réglementé, coûtait entre 3 500 € et 5 000 €, à la charge soit des familles, soit de la communauté, soit des assurances, soit des états (la Tunisie et la Turquie prennent en charge le rapatriement des dépouilles de leurs ressortissants). Une partie croissante des musulmans vivant à Nantes étant français, parfois depuis plusieurs générations, le transfert des corps est de moins en moins demandé. Les cimetières sont tenus d'accueillir les défunts de toutes confessions, et il existe à Nantes deux carrés musulmans, un à La Bouteillerie et l'autre au Cimetière Parc. Par dérogation, les défunts musulmans de l'agglomération de Nantes peuvent y être inhumés quel que soit leur quartier de résidence si celui-ci ne dispose pas de lieu musulman spécifique.

### Cimetières militaires
Durant la guerre de 1870, des prisonniers blessés de l'armée allemande sont transférés à Nantes. Cinq d'entre eux ayant succombé à leurs blessures sont enterrés au cimetière Miséricorde, dans le carré protestant. Depuis leur inhumation, ces tombes ont été déplacées, toujours dans la même zone.

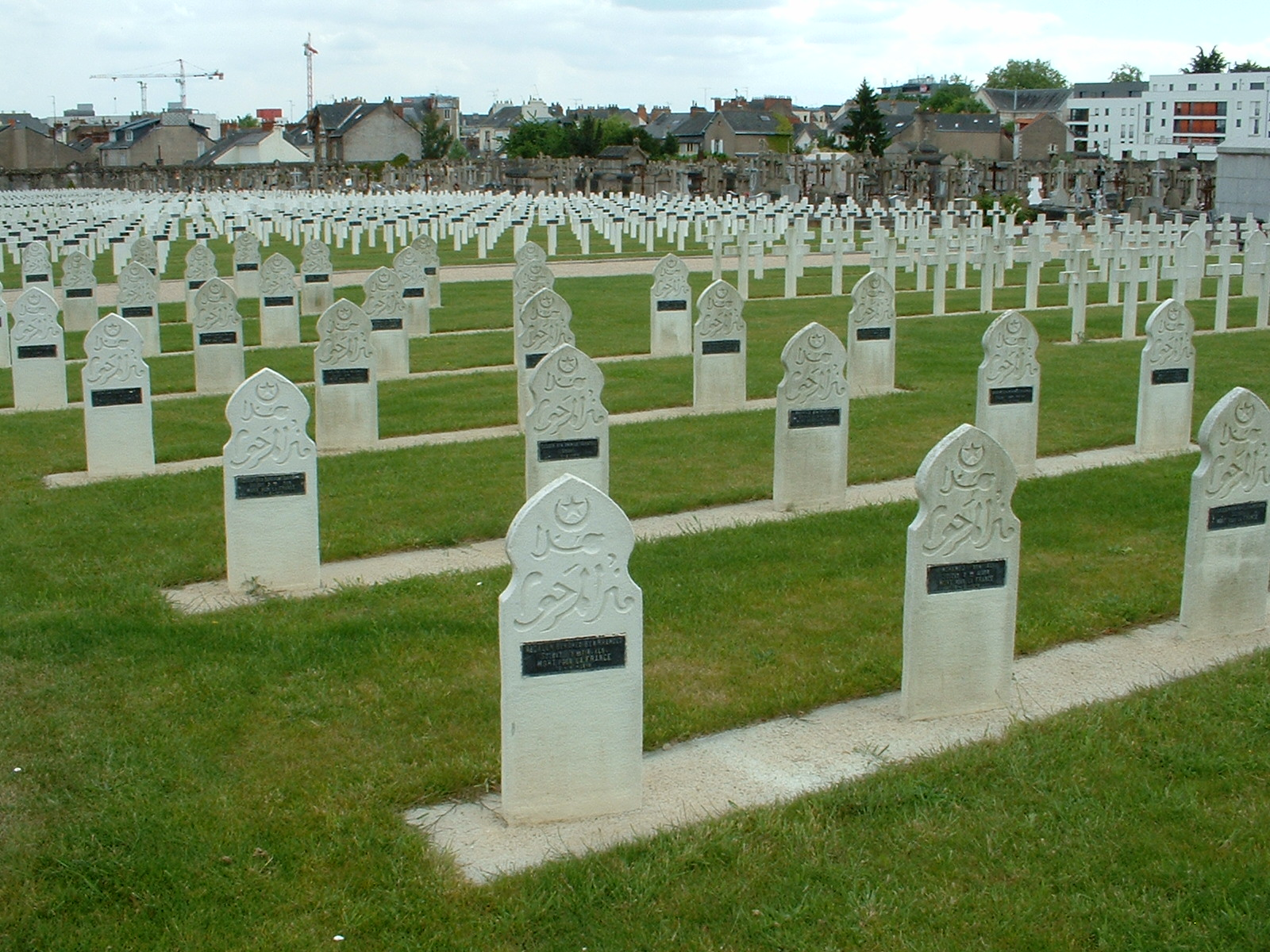
Carré militaire de La Bouteillerie

Lors de la Première Guerre mondiale, des prisonniers allemands ont été employés pour divers travaux dans la région nantaise pour suppléer au manque de main-d'œuvre lié à la mobilisation. Ceux qui décédèrent furent enterrés au cimetière La Bouteillerie, dans une zone jouxtant le carré militaire français. Celui-ci a été autorisé le 31 octobre 1918. Il a recueilli les militaires alliés morts dans les hôpitaux nantais, la ville ayant été un grand centre d'évacuation de blessés. Ce sont 1 522 militaires qui sont regroupés là. Les tombes sont ordonnancées géométriquement, la seule différence entre les stèles blanches marquant l'appartenance religieuse (selon les cas croix chrétiennes, stèles musulmanes marquées du croissant et de l'étoile à cinq branches, stèles juives marquées de l'étoile de David). Pour bénéficier de la mention « Mort pour la France », un défunt doit être mort sur les lieux de combats ou à la suite d'une maladie « contractée en service ». À Nantes, 339 tombes de militaires ne portent pas la mention. Émile Bouillard, mort en 1916 à Nantes, a été reconnu « Mort pour la France » 90 ans après son inhumation à la suite d'un rapport d'une commission médicale.
Après la fin de la guerre, le gouvernement français a organisé le retour des dépouilles des soldats dans leur commune d'origine aux frais de l'État. La demande devait être faite auprès du service d'état-civil des armées, et les corps furent convoyés vers Nantes par train. Jusqu'en 1926, 76 convois transportant 770 soldats sont passés par Nantes qui servait de plaque tournante départementale. Deux cents d'entre eux sont enterrés au cimetière Miséricorde.
Pendant la Seconde Guerre mondiale, les dépouilles de soldats, prisonniers de guerre, résistants, FFI, fusillés par les Allemands ou victimes des suites de déportation ou d'emprisonnement ont été inhumées au cimetière de la Chauvinière. Par la suite, on a enterré dans ce même lieu les morts des guerres d'Indochine et d'Algérie, ainsi que les corps transférés depuis les tombes de soldats inhumés dans les cimetières nantais et dont les concessions étaient arrivées à leur terme. Au cimetière du Pont du Cens, un carré militaire contient les sépultures de 112 aviateurs anglais tués pendant la Seconde Guerre mondiale, et une stèle a été érigée en souvenir des Français enterrés en territoire d'outre-mer.

## Cimetières nantais en activité
Les nécropoles nantaises ont des histoires différentes les unes des autres. Saint-Donatien est la plus ancienne et est la dernière demeure de ses saints patrons de la ville. La Bouteillerie, Miséricorde et Saint-Jacques apparaissent aux alentours de la Révolution, et sont les premiers cimetières modernes. Les paroisses excentrées Sainte-Anne et Saint-Joseph-de-Porterie ont créé leurs propres cimetières. Les communes indépendantes de Chantenay-sur-Loire (les deux Saint-Clair et Saint-Martin) et de Doulon (Toutes-aides et Vieux-Doulon) ont eu des cimetières ayant leur propre histoire. Plus récemment, on voit apparaître juste avant la Seconde Guerre mondiale le cimetière du Pont du Cens, puis celui de La Chauvinière créé pour accueillir les victimes des bombardements de Nantes, et pour terminer le Cimetière Parc en mars 1979.

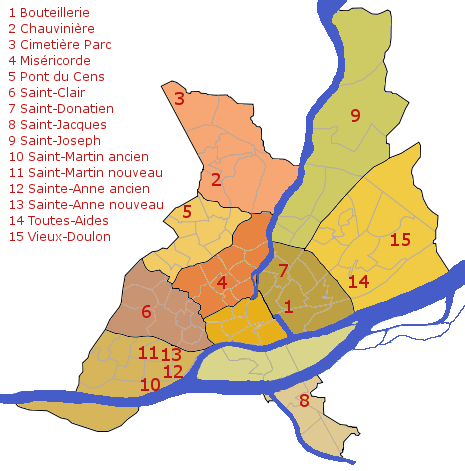
Carte des cimetières nantais

Dans ce qui suit, les sites sont présentés dans l'ordre alphabétique, le nombre précédent indique l'emplacement sur la carte de la ville ci-contre : 
1. La Bouteillerie[b] ;
2. Chauvinière[c] ;
3. Cimetière Parc[d] ;
4. Miséricorde[e] ;
5. Pont du Cens[f] ;
6. Saint-Clair[g] ;
7. Saint-Donatien[h] ;
8. Saint-Jacques[i] ;
9. Saint-Joseph-de-Porterie[j] ;
10. Saint-Martin ancien[k] ;
11. Saint-Martin nouveau[l] ;
12. Sainte-Anne ancien[m] ;
13. Sainte-Anne nouveau[n] ;
14. Toutes-Aides[o] ;
15. Vieux-Doulon[p].

### Cimetière La Bouteillerie

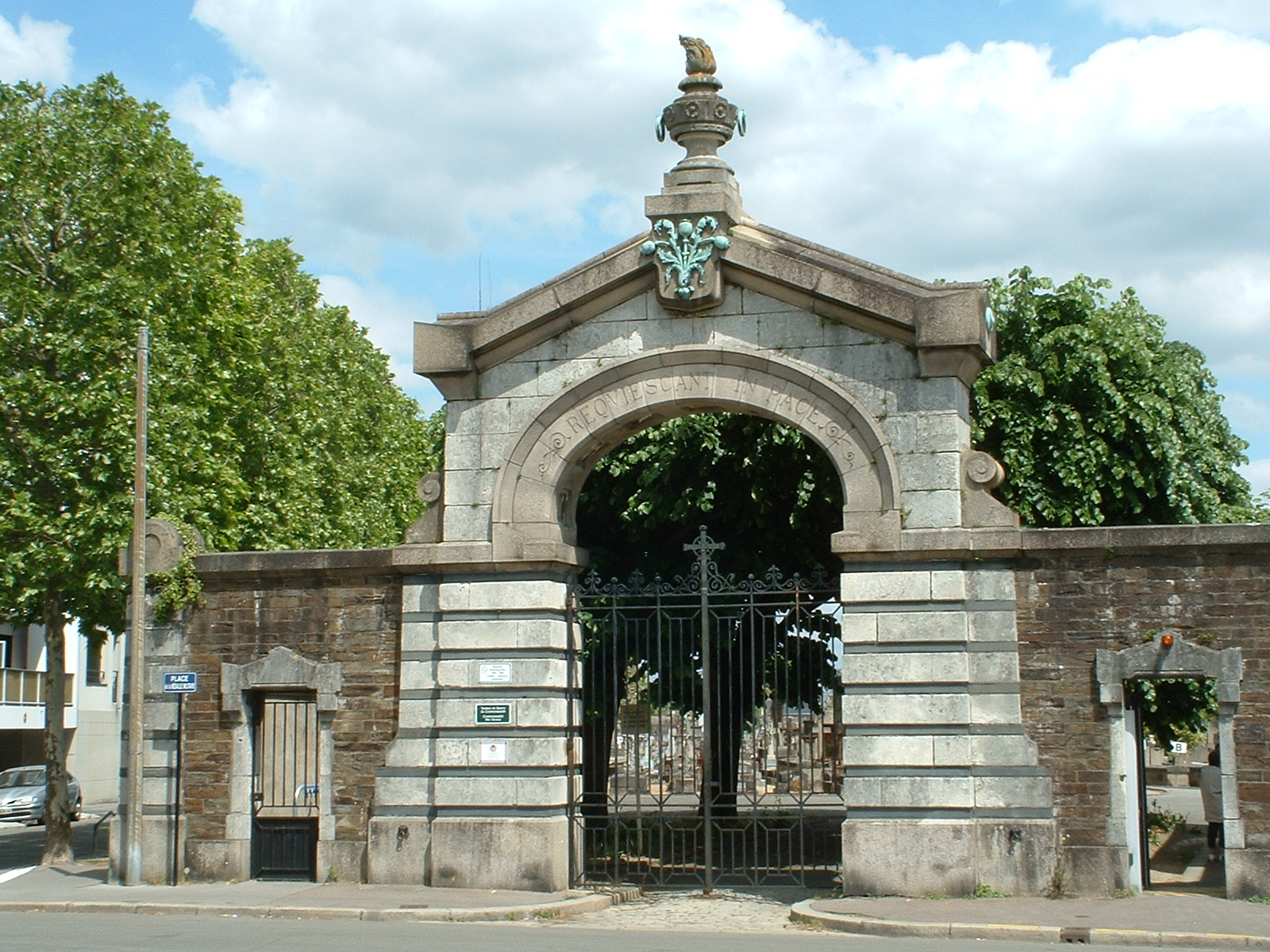
Entrée du cimetière

Le toponyme a pour origine l'activité du lieu lorsqu'il était possession de l'évêque de Nantes au Moyen Âge. Le prélat y disposait de vignes et de chais. Le vin y était mis en bouteille, d'où « Bouteillerie ». Vendu par l'évêque Daniel Vigier en 1320, le terrain a appartenu en 1523 à la famille de la marquise de Sévigné, en 1554 à Christophe Vavasseur, puis à la famille de Coutances. Les Chartreux l'acquièrent au XVIIe siècle. En 1774, sur arrêt du Conseil d'État du Roi Louis XVI, la propriété est achetée par les paroisses de Saint-Clément, Sainte-Croix, Saint-Denis, Saint-Laurent, Saint-Léonard, Sainte-Radegonde, Saint-Vincent et de la collégiale Notre-Dame pour en faire leur cimetière commun.
Au nord de l'église Saint-Clément se trouvait un cimetière, appelé cimetière de Saint-Clément ou de Champ-Fleuri, datant au moins du XVe siècle, destiné aux familles catholiques de la paroisse. Ce cimetière est abandonné à la création du cimetière de La Bouteillerie, où la grille d'entrée du cimetière de Champ-Fleuri est transférée. Ce portail était surmonté d'une sculpture représentant un navire : un brigantin sculpté dans la pierre. Le cimetière en tire son nom originel, le Grand brigandin. Le portail a disparu, le nom a été supplanté par « La Bouteillerie ».
Si, en 1809, une étude établit que les 10 500 m2 couverts par le cimetière sont suffisants pour satisfaire aux besoins des trois paroisses qui l'utilisent, ce n'est plus le cas en 1832, année au cours de laquelle la mairie déplore les cas habituels en cas de manque de place : pour inhumer de nouveaux défunts, on retourne des parcelles où les cadavres n'ont pas achevé leur décomposition. Par échange de terrain, la municipalité augmente la superficie de La Bouteillerie de 65 ares. En 1890, ce sont 15 000 m2 qui sont acquis, le maire Ernest Guibourd de Luzinais faisant la prévision que cet agrandissement serait le dernier, car suffisant « pour cette partie de la ville ». En 1898, cependant, Nantes adjoint 6 700 m2 au cimetière afin de se permettre de procéder « dans l'avenir à l'agrandissement du cimetière ».
L'histoire se charge de modifier la structure de la Bouteillerie : il faut, entre 1914 et 1919, inhumer les corps des soldats ayant succombé dans les hôpitaux militaires établis à Nantes durant la Première Guerre mondiale. En 1918, 2 500 m2 de La Bouteillerie sont consacrés à la création d'un cimetière militaire. 1 533 tombes y sont implantées. Pour compenser l'espace utilisé, la ville achète 7 739 m2 de terrains voisins, dont une partie est dévolue au cimetière, qui compte désormais une superficie d'environ 6 hectares.
Parmi les noms figurant sur les tombes, on remarque des personnalités : Ange Guépin, Camille Mellinet, René Guy Cadou, Augustin Darbefeuille, Jules Grandjouan, Hippolyte Dubois, Alphonse Bedeau, Évariste Colombel, Georges-Évariste Colombel, Léa Papin, Armel de Wismes, Olivier de Wismes, Charles-André de La Jaille, Charles Édouard de La Jaille, Morin-Jean, Floresca Guépin, Henry Wilfrid Deville, Émile Dezaunay, Léon Maître, André Lebois, Guillaume Grou et son épouse Anne O'Shiell, Mathurine Fourchon, Famille Cassegrain, Famille Sourdille, Michel Bassi, Anna Philip, Alain Le Bras, Félix Benoist, Charles Brunellière, l'artiste peintre Renéfrance Ladmirault.

### Cimetière La Chauvinière

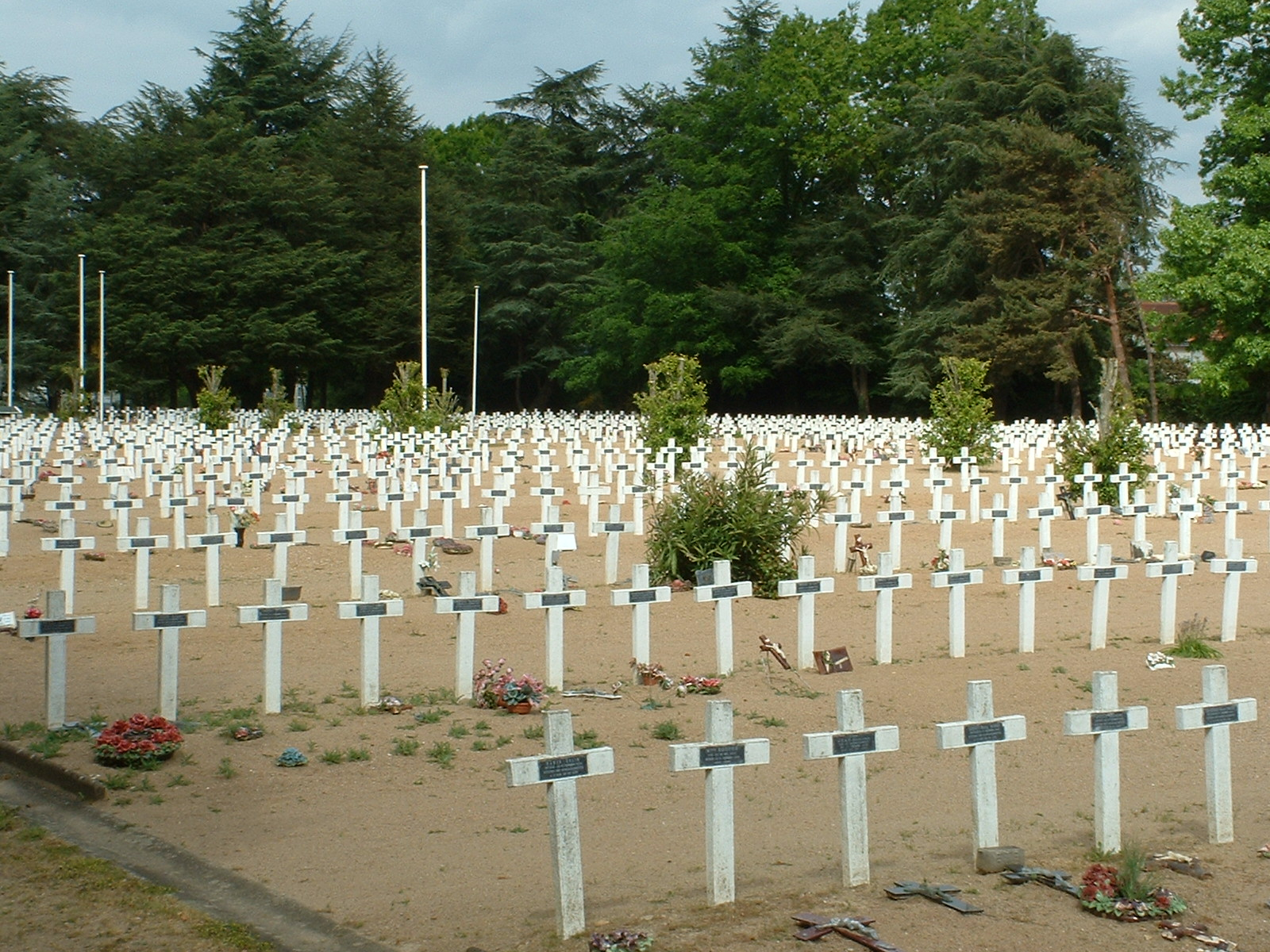
Vue générale du cimetière la Chauvinière.

En 1934, la mairie de Nantes achète un terrain d'une superficie de 12 490 m2. Ce site devait se trouver au cœur d'une vaste nécropole qui n'est restée qu'à l'état de projet. Les 16 et 23 septembre 1943, des bombardements aériens alliés causent presque 1 500 morts et 3 000 blessés. L'administration décide d'utiliser le terrain de La Chauvinière pour inhumer les défunts. Ce sont 1 433 tombes qui sont creusées par deux cents jeunes des chantiers de jeunesse de l'Allier. Les cérémonies funéraires ont lieu en même temps dans toutes les églises et dans le Musée des beaux-arts (pour une cérémonie civile). Puis, les convois parcourent le long chemin vers la Chauvinière, qui n'est alors qu'un terrain vague encombré d'outils de terrassement.
Après la Deuxième Guerre mondiale, la sépulture d'André Le Moal, un des fusillés dans le cadre des représailles après la mort de Karl Hotz, est transférée à La Chauvinière. Le 22 octobre 1941, Le Moal avait été inhumé, avec cinq autres otages fusillés, dans le cimetière de Haute-Goulaine, au sud-est de Nantes.
Dans le cimetière un monument constitué d'un bloc de granit dans lequel a été scellé un peu de terre prise à Buchenwald est inauguré en 1950. Les dépouilles de soldats, prisonniers de guerre, déportés, résistants, FFI, fusillés par les Allemands ou victimes des suites de déportations ou d'emprisonnement ont rejoint les victimes des bombardements. Par la suite sont enterrés à La Chauvinière les morts des guerres d'Indochine et d'Algérie, ainsi que les corps transférés depuis les tombes de soldats inhumés dans les cimetières nantais et dont les concessions étaient arrivées à leur terme.

### Cimetière Miséricorde

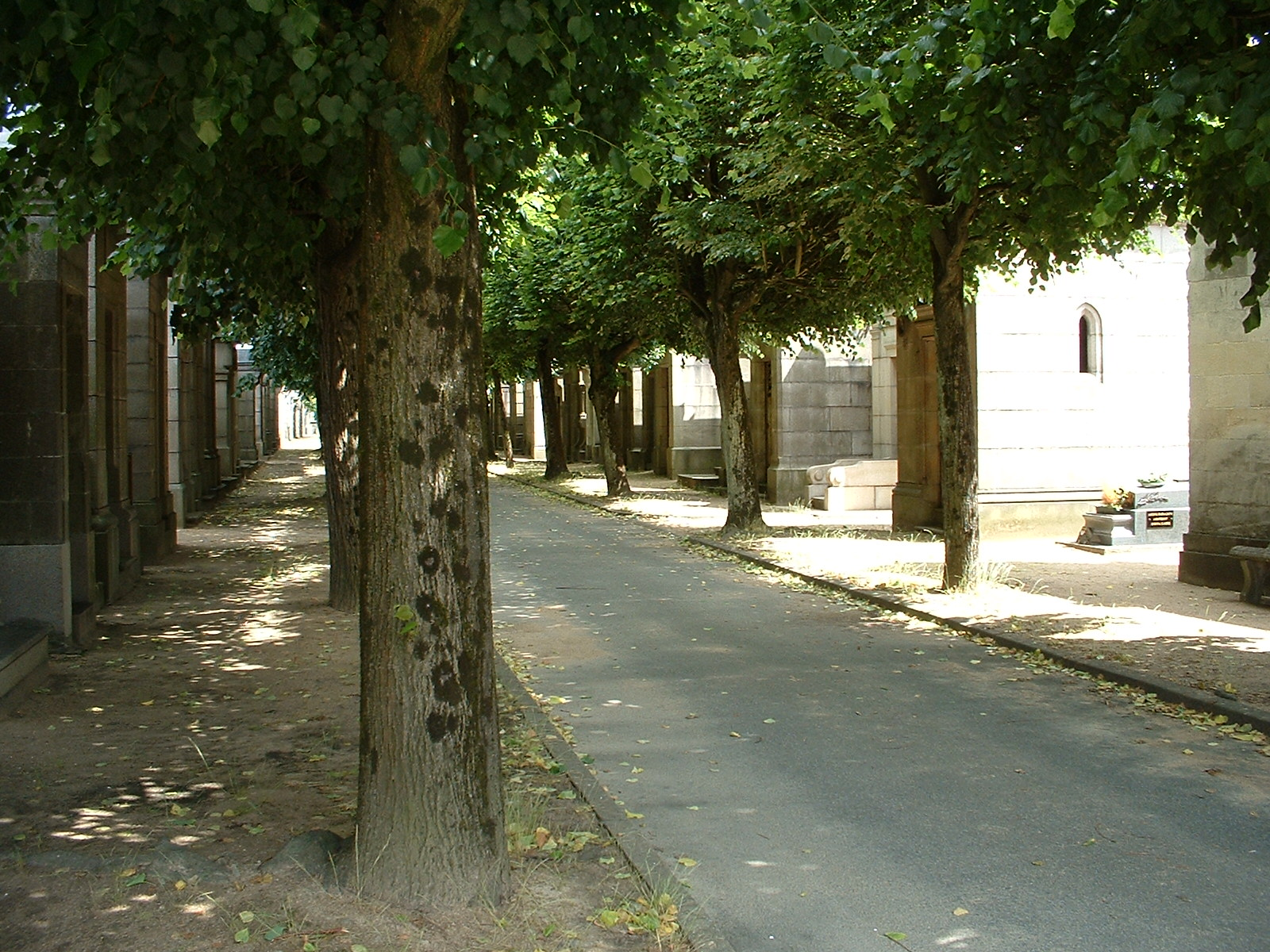
Cimetière Miséricorde : allée centrale.

Le cimetière Miséricorde est surnommé au XXIe siècle « le Père-Lachaise nantais ». Le long d'une allée bordée de cyprès et de tilleuls sont alignés une soixantaine de mausolées de style néogothique, qui abritent les défunts des « grandes familles » nantaises. Ce sont 16 000 tombeaux qui ont été répartis dans le cimetière entre l'origine des registres en 1793 et 2010.
En 1791, la municipalité de Nantes achète la tenue maraîchère de la Miséricorde, qui tenait son nom de la chapelle du même nom, fondée en 1026, et qui dépendait de la paroisse Saint-Similien. Sur ce terrain est implanté le cimetière Miséricorde, destiné à accueillir les défunts des paroisses de Notre-Dame, Saint-Nicolas et Saint-Similien. Le premier hôte est inhumé en 1793.
Ravagé au cours de la guerre de Vendée, le cimetière renaît quelques années plus tard. Il est pourvu d'un mur de clôture et d'un portail en bois conçu par l'architecte Mathurin Peccot en 1803. En 1816, il est procédé à un agrandissement rendu possible par l'acquisition d'une parcelle de 3 600 m2, puis la mairie augmente la surface du cimetière de deux tiers à partir de 1830. En 1837, le cimetière est considéré comme « le plus beau » de Nantes ; aussi le conseil municipal décide de doter l'entrée d'une grille monumentale située rue du Bourget, dans l'axe de la rue d'Auvours.
En décembre 1847, l'architecte-voyer Henri-Théodore Driollet propose de créer une nouvelle nécropole « loin de toute habitation », rue Noire. La préfecture de Loire-Inférieure autorise un nouvel agrandissement sur un terrain adjacent, où 36 000 m2 sont aménagés. Puis une nouvelle extension de 27 000 m2 est opérée en janvier 1890, par la municipalité de Charles Lechat. La surface totale du cimetière Miséricorde atteint près de 9 hectares.

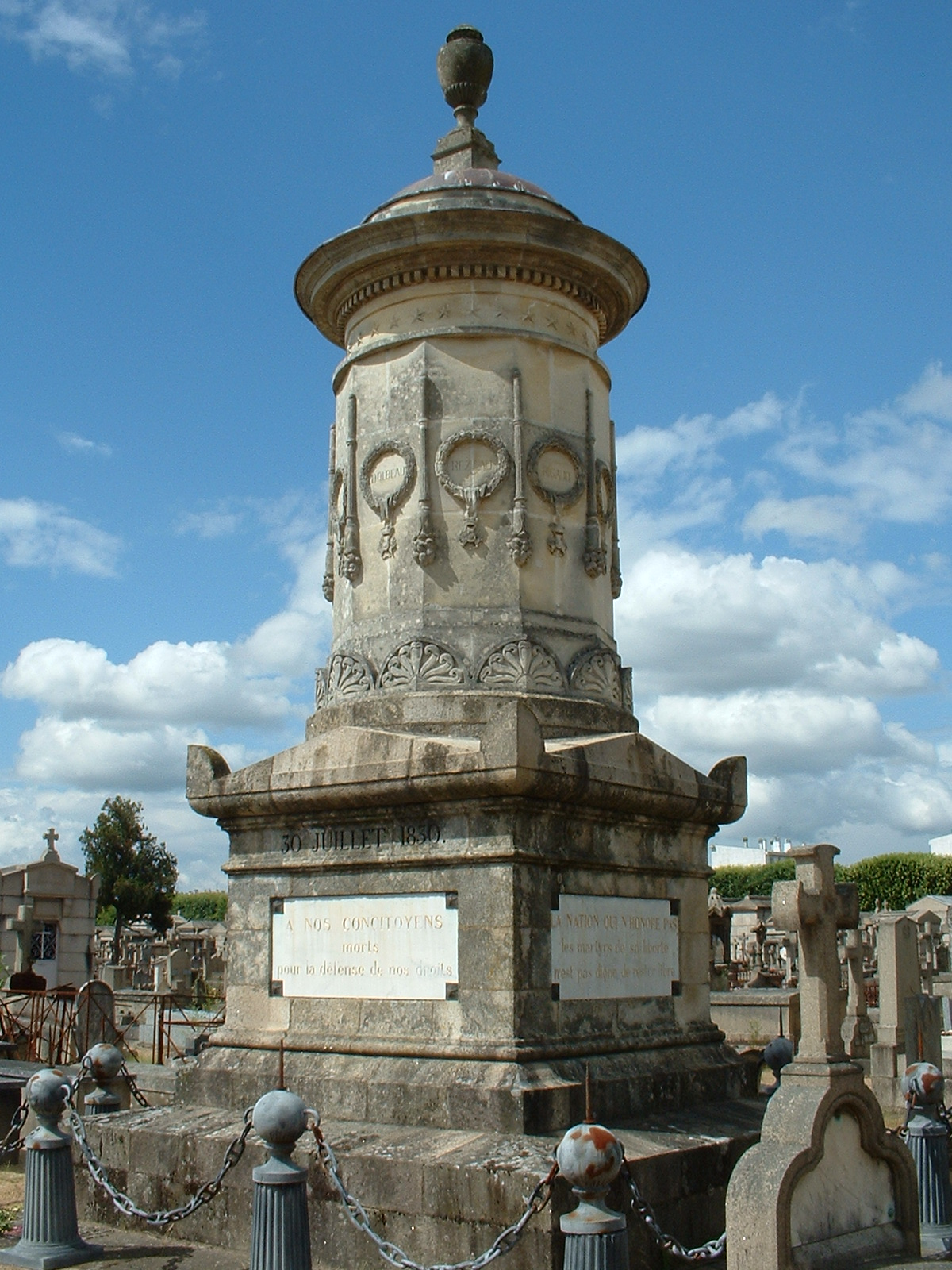
Monument aux morts de 1830.

La partie la plus ancienne, située à gauche de l'entrée principale, accueille les cimetières juif et protestant. Jusque dans les années 1870, le carré juif était enclavé dans la partie réservée aux protestants. Depuis la création de la zone réservée aux Israélites, ces tombes ont progressivement disparu ; il n'en restait qu'une en septembre 2009, celle du chocolatier Godefroy Goldstein (1794-1844).
Un mausolée a été édifié à la mémoire de dix Nantais tués par la troupe le 30 juillet 1830 lors d'une manifestation place Louis-XVI (devenue depuis place Maréchal-Foch). Le buste en bronze ornant la tombe de Philippe Gengembre (1764-1838), chimiste et inventeur français, a été réalisé par le sculpteur Étienne Nicolas Édouard Suc (1807-1855). Sur la tombe d'Alexandre Fourny, un des 48 otages exécutés après la mort du lieutenant-colonel Hotz, un monument a été érigé.
Parmi les noms les plus connus inscrits sur les stèles de la Miséricorde : Guist'hau, Ceineray, Chenantais, Livet, Mellinet, Cambronne, Mangin (famille fondatrice du Phare de la Loire), Bellamy, Cassegrain, Decré, Dubigeon, Grandjouan, Lefèvre-Utile, Say, René Waldeck-Rousseau, la famille Dobrée, Jules-Élie Delaunay, Jean Simon Voruz, les parents et la sœur de Jules Verne, Louis Pommeraye (initiateur de la construction du passage Pommeraye), Léon Jost, Alexandre Fourny.

### Cimetière Parc

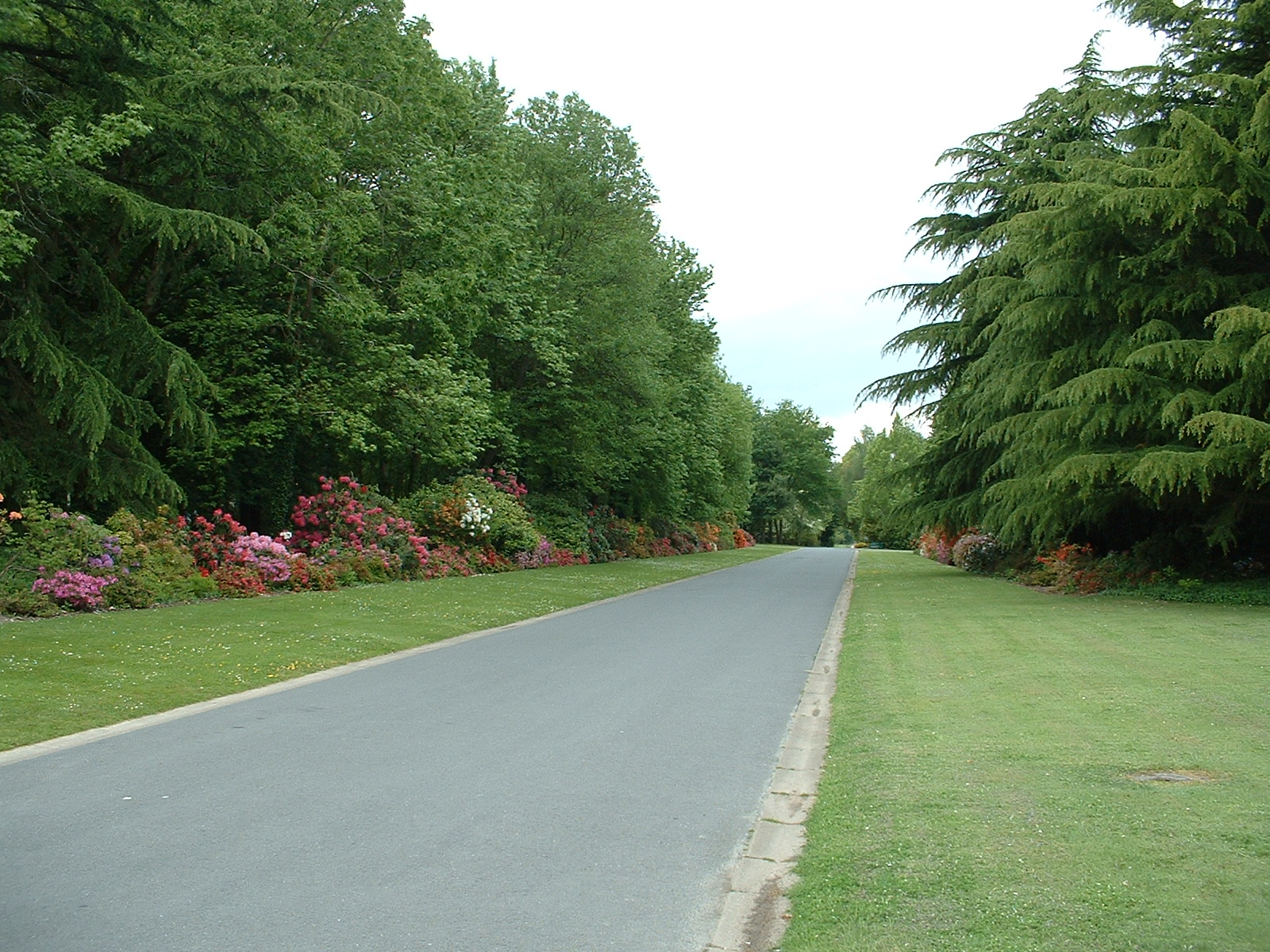
Allée bitumée

En 1942, la municipalité nantaise est confrontée au problème de la saturation de ses quatorze cimetières. Alors que la surface totale est de 30 hectares, 28 hectares sont occupés. Un projet prévoit la création d'un vaste lieu de sépulture, accompagnée de la fermeture de toutes les anciennes nécropoles à l'exception de Saint-Jacques et Toutes-Aides. Le projet finalisé en 1945 prévoit l'ouverture d'un cimetière de 200 hectares, six fois la capacité d'alors. Des terres situées sur les communes de Nantes, Treillères et La Chapelle-sur-Erdre sont convoitées. Le plan est établi par Charles Friesé, architecte et directeur du service d'architecture de la ville de Nantes en 1953. Le Ministère de l'Intérieur déclare le projet d'utilité publique en 1948.
En 1953, 100 hectares sont acquis. Le projet initial ne va pas à son terme. Le territoire est diminué par d'autres projets : la création d'une plaine de jeux à Basses-Landes qui occupe 16 hectares, le passage de l'autoroute A11 et d'un échangeur qui s'étendent sur 15 hectares, et la construction de la cité HLM des Bruyères et d'un centre aéré implantés sur 4 hectares. Les limites du Cimetière-Parc sont fixées en 1974 : il couvre 84 hectares dont 62 à Nantes, 19 à La Chapelle-sur-Erdre et 3 à Treillères. Cette diminution comparée au projet initial s'explique en partie par le fait que contrairement à l'idée initiale les quatorze autres cimetières nantais sont toujours en activité.
Charles Friésé, architecte du cimetière, fut conformément à son souhait, le premier occupant du cimetière-parc en mars 1979. Les premières inhumations furent tout d'abord limitées à un espace de 50 hectares.
C'est de nos jours, un parc paysager planté de plus de 11 000 arbres et arbustes dont la variété des essences végétales confère à celui-ci le rôle d'arboretum : les sépultures sont réparties dans la nature, on peut se promener en évitant le spectacle d'un alignement continu de tombes de marbre. Il a été choisi de ne pas procéder en creusant les sépultures une par une, mais en pratiquant de longues tranchées dans lesquelles sont installés des caveaux constitués de béton armé préfabriqué. Les installations se font par tranches, disposées en carré. En 1987, 108 emplacements sont réservés pour la communauté judaïque, le carré juif du cimetière Miséricorde étant arrivé à saturation. Sur les dix premières années d'activité, près de 3 000 tombes sont concédées, et près de 300 inhumations en terrain communal.
Le cimetière accueille le crématorium de Nantes, construit après huit mois travaux, débutés en 1988. Le nombre de crémations, en constante augmentation, est passé de 352 en 1989, année de son inauguration, à 2 272 en 2011.

Étapes de constitution d'une allée
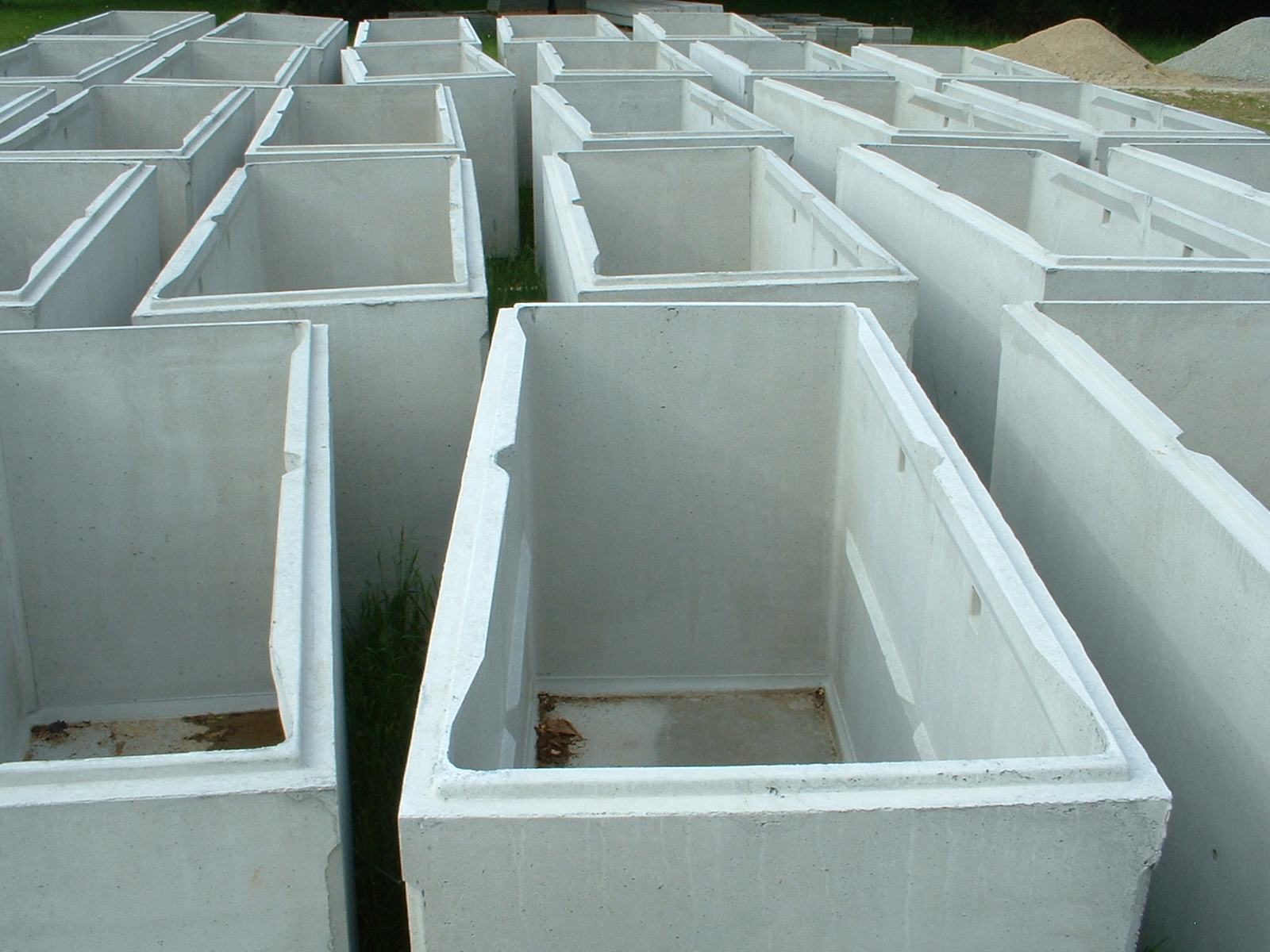
Caveaux préfabriqués.
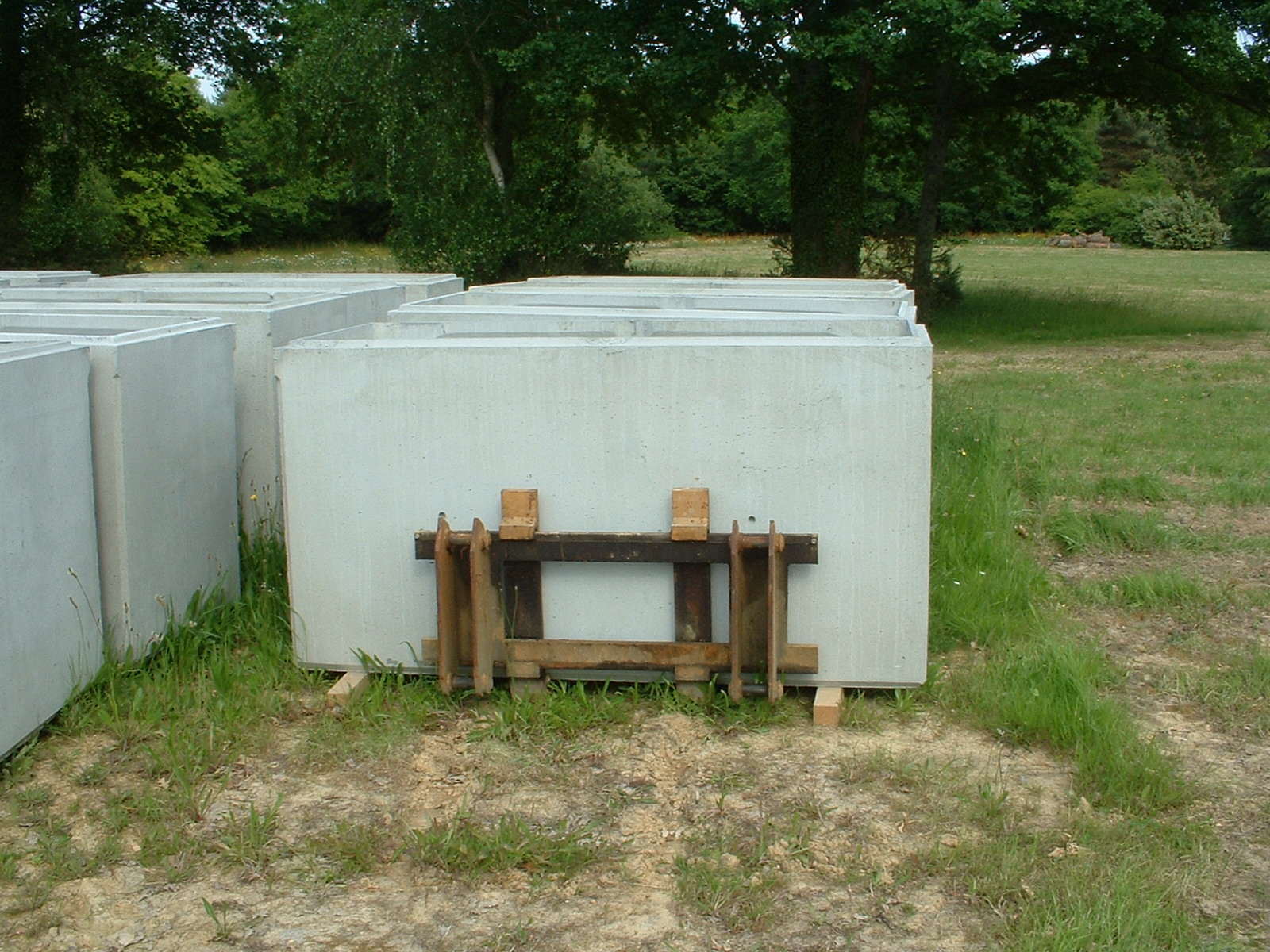
Hauteur des caveaux : 1,20 m.
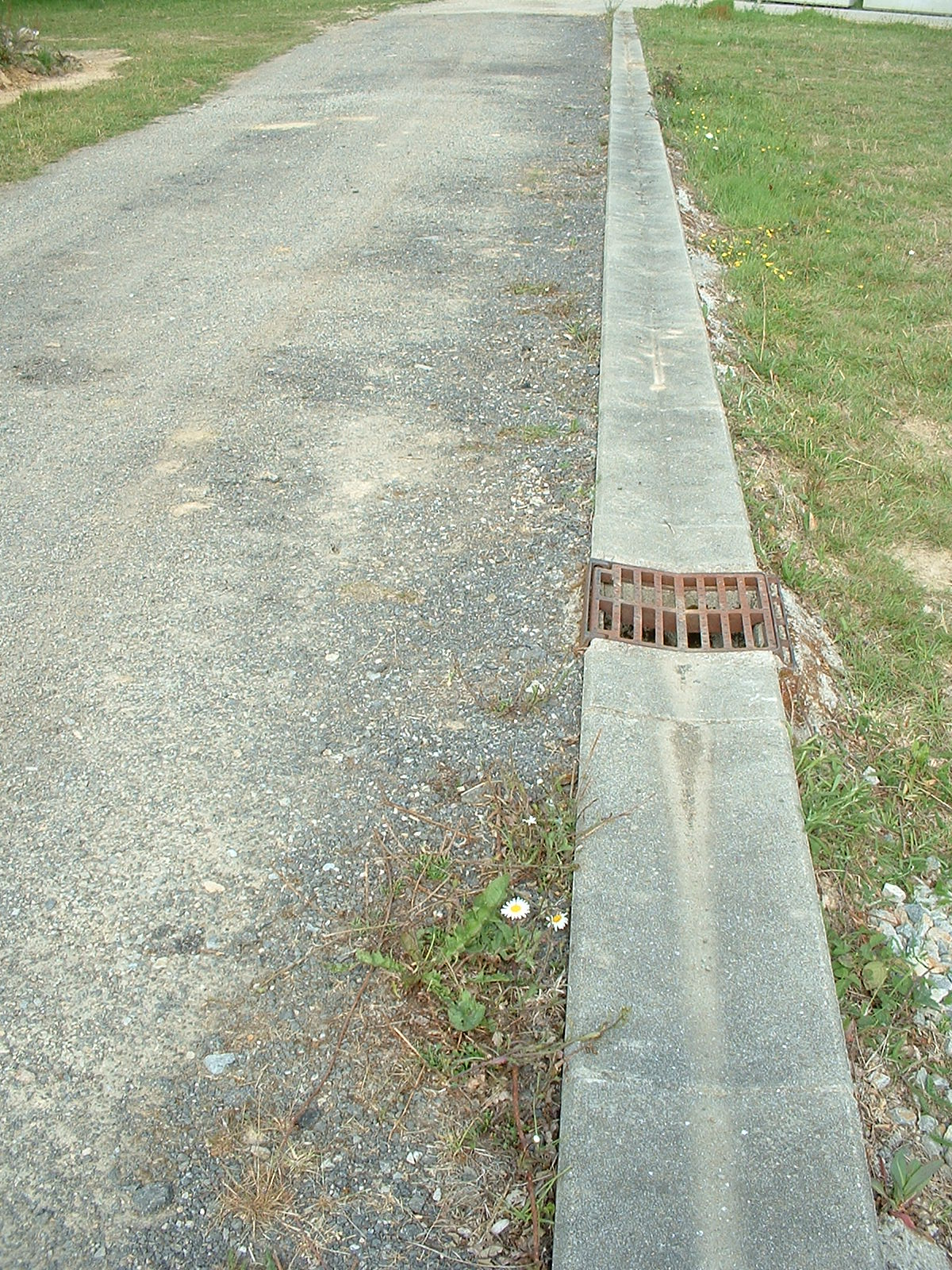
Installation de drainage d'une parcelle.
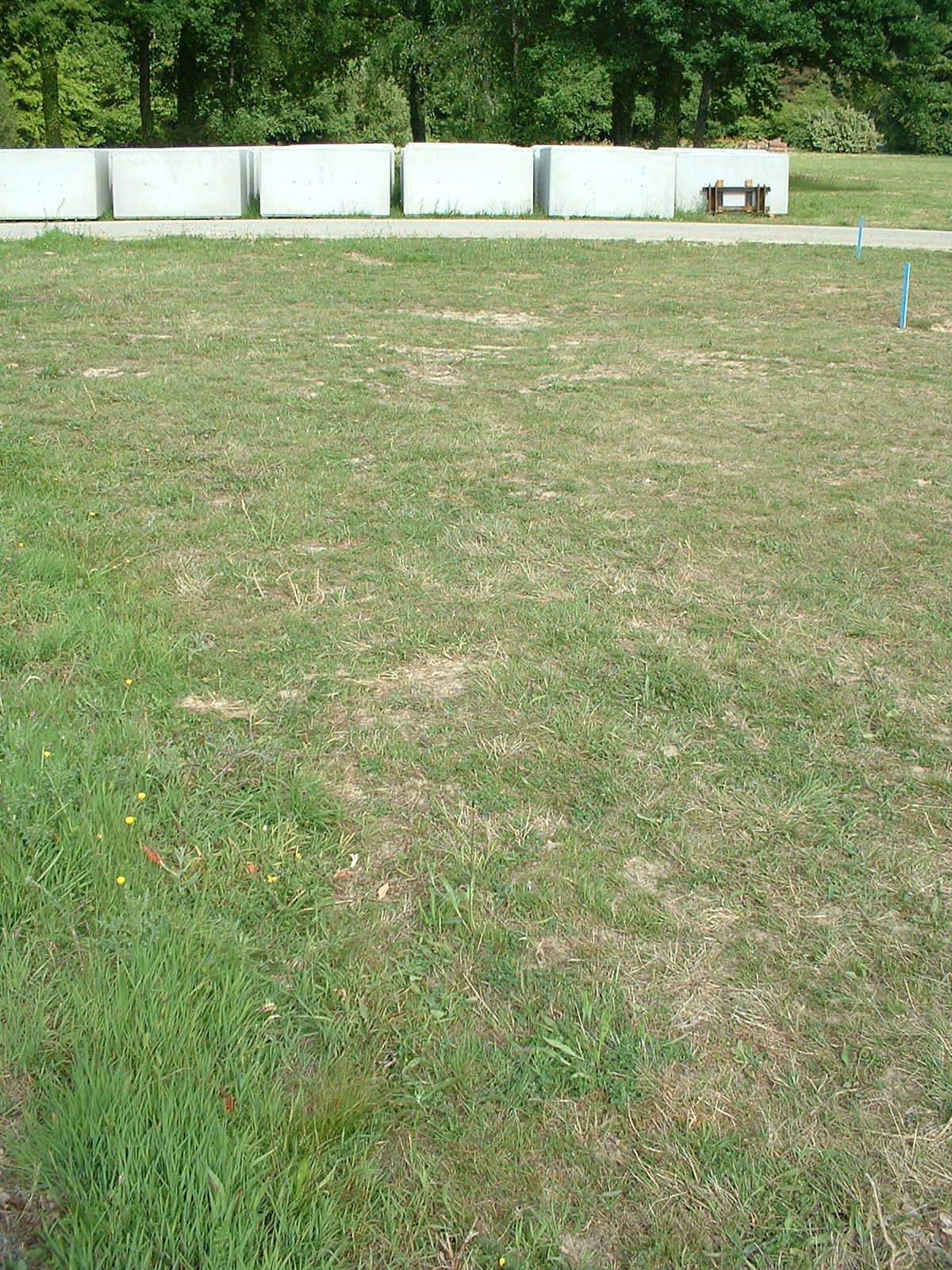
Parcelle en friche avant utilisation.
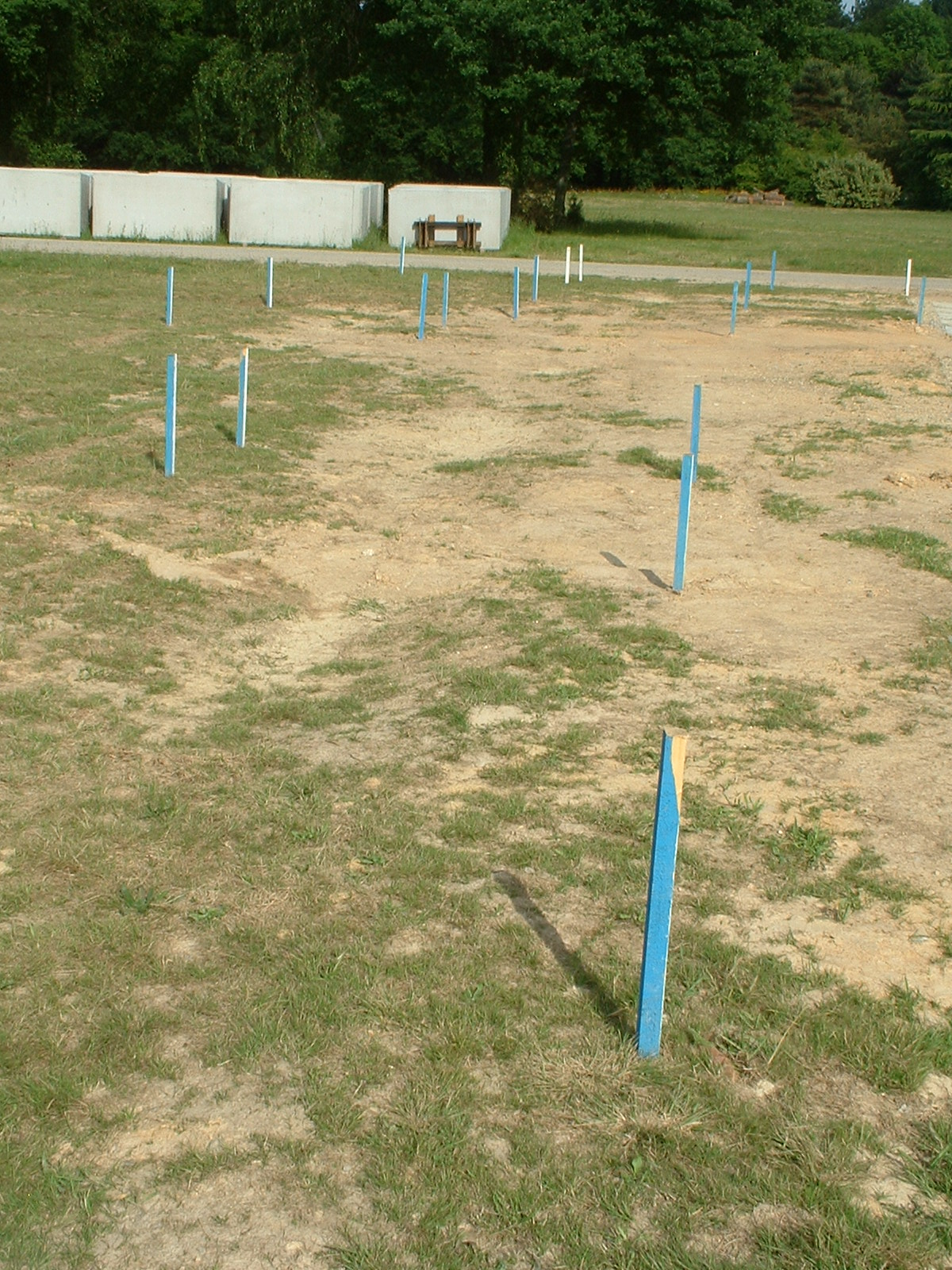
Bornage d'une parcelle.
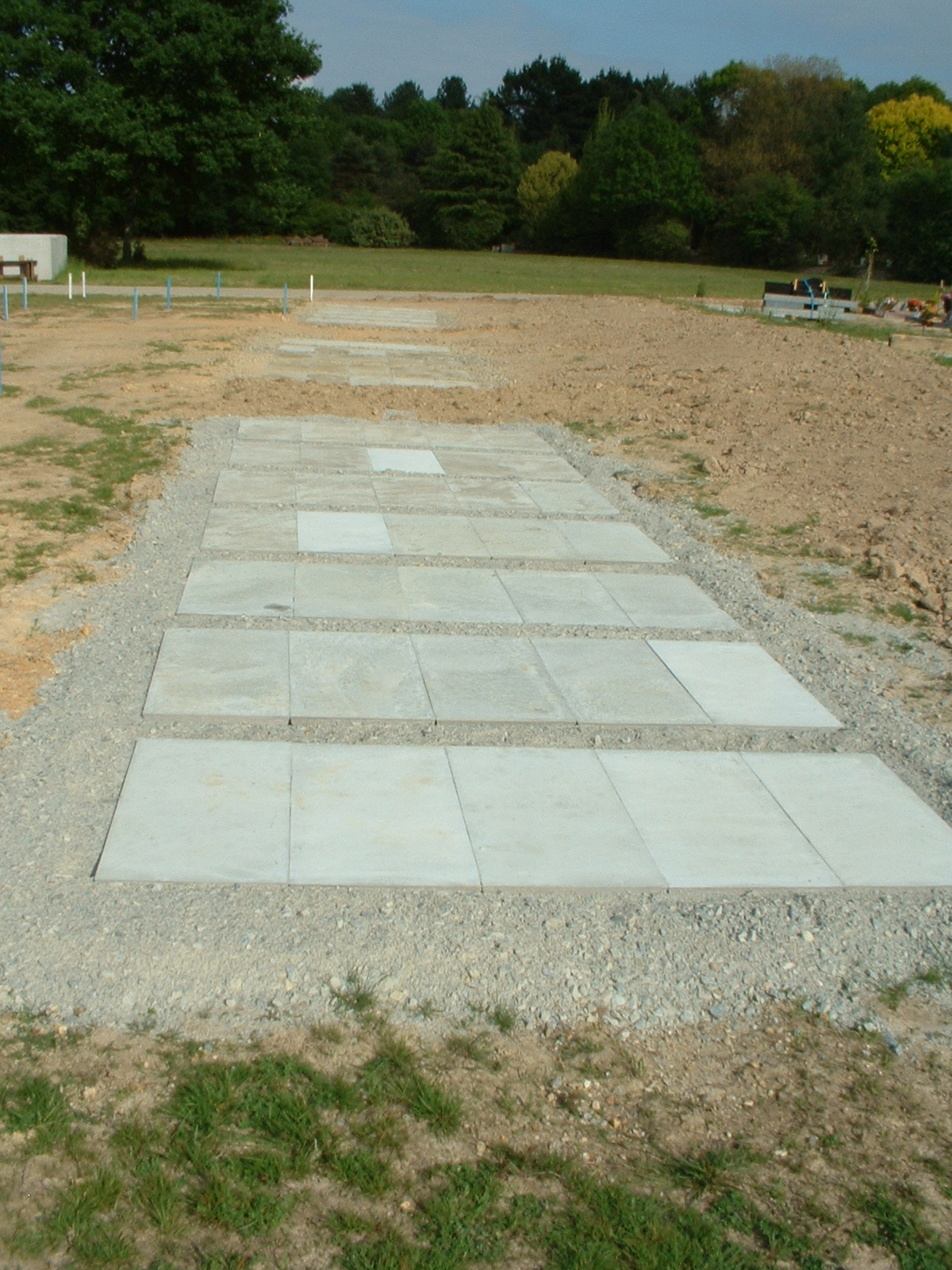
Enfouissement des caveaux.
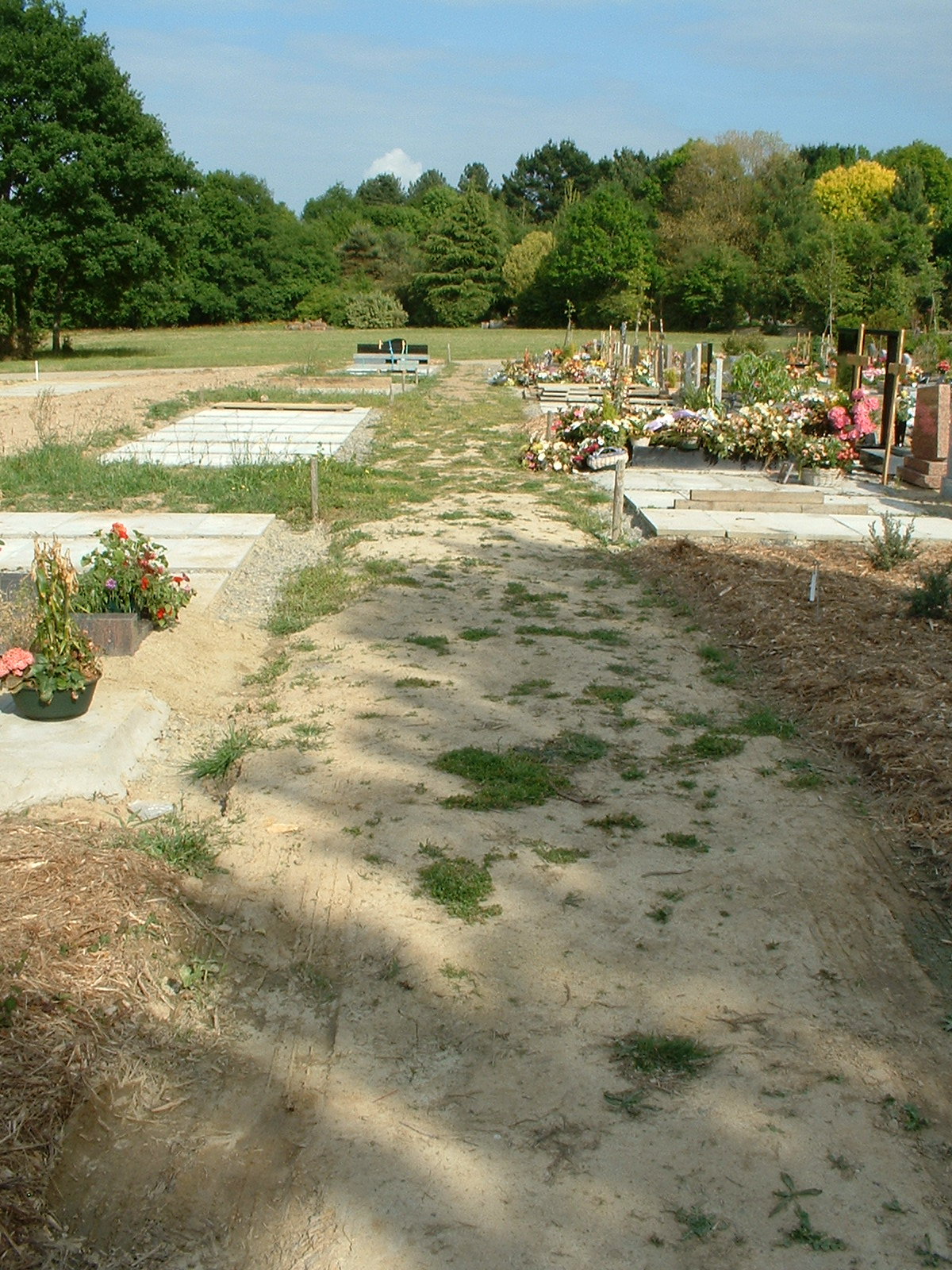
Premières sépultures.
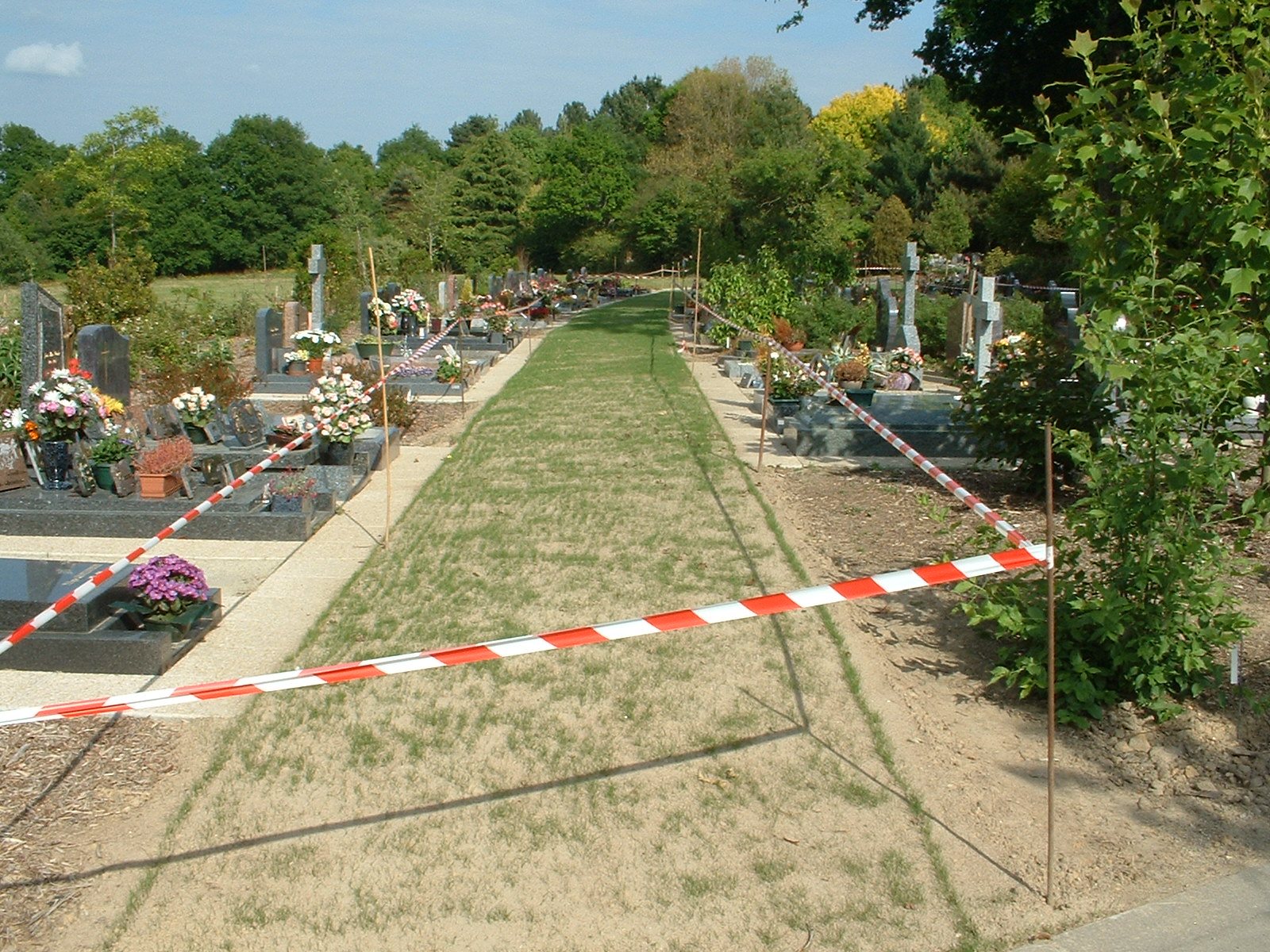
Finition de l'allée : gazonnement.
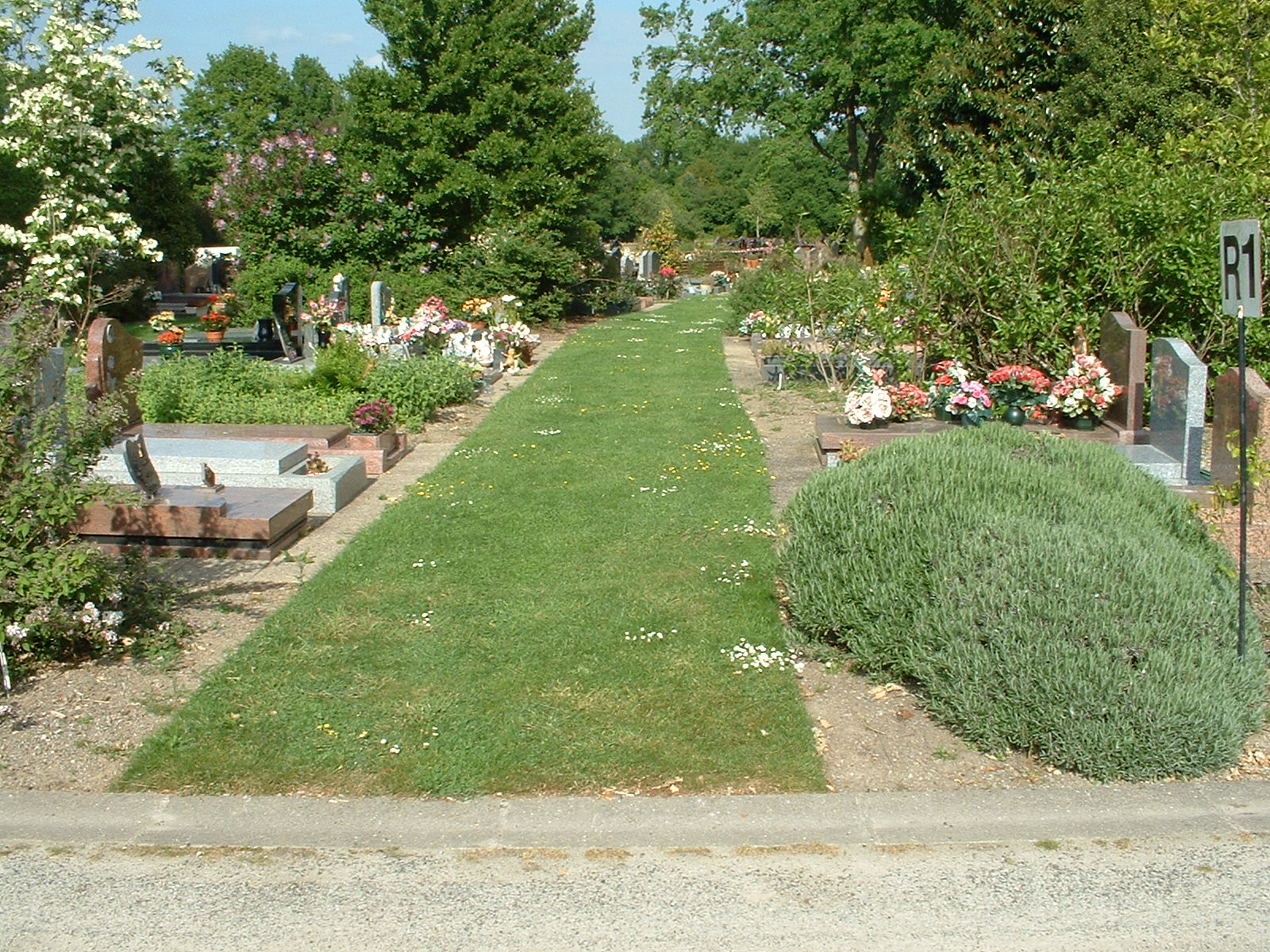
Allée complète et aménagée.
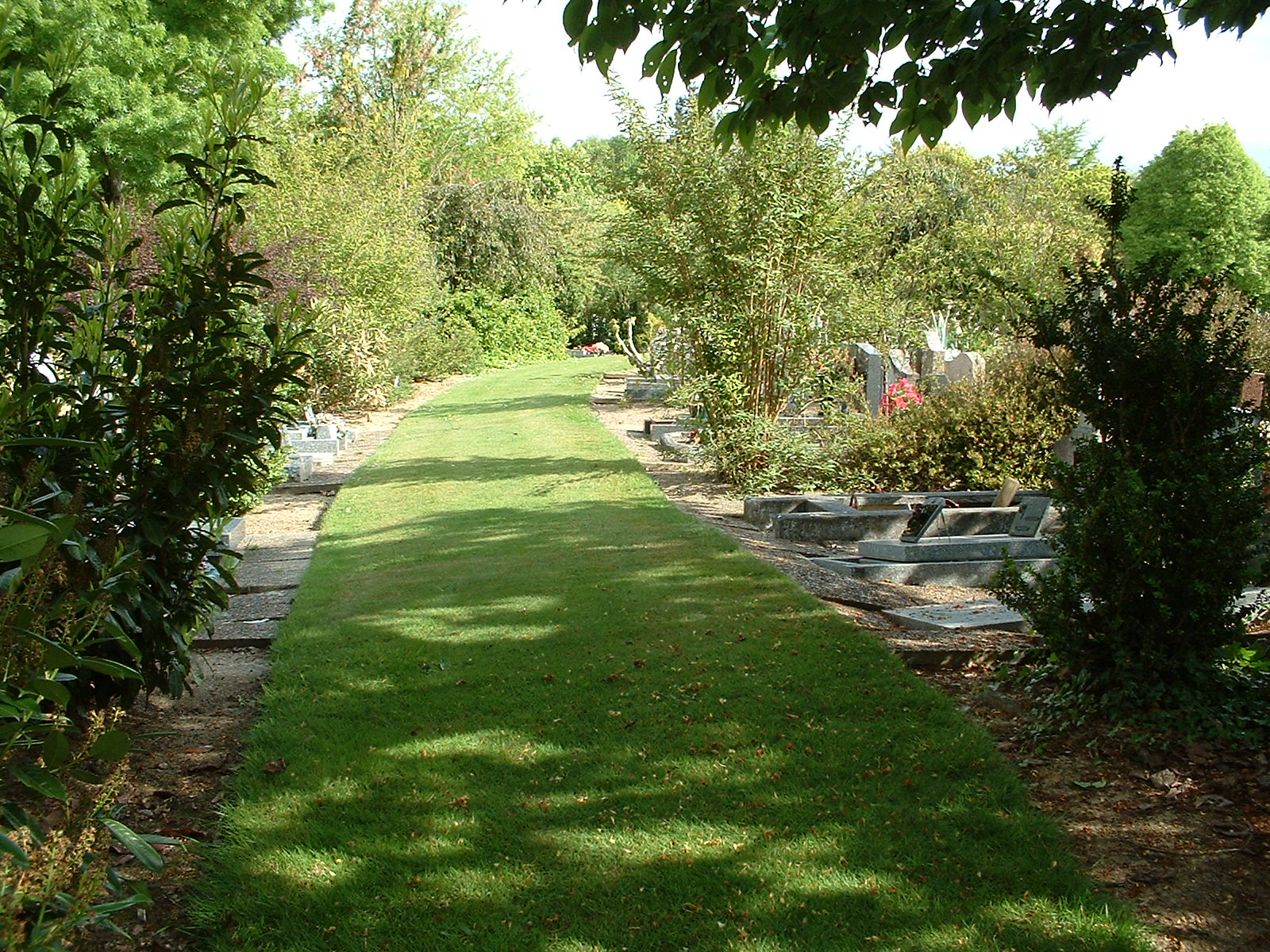
Allée arrivée à maturité.

### Cimetière du Pont du Cens

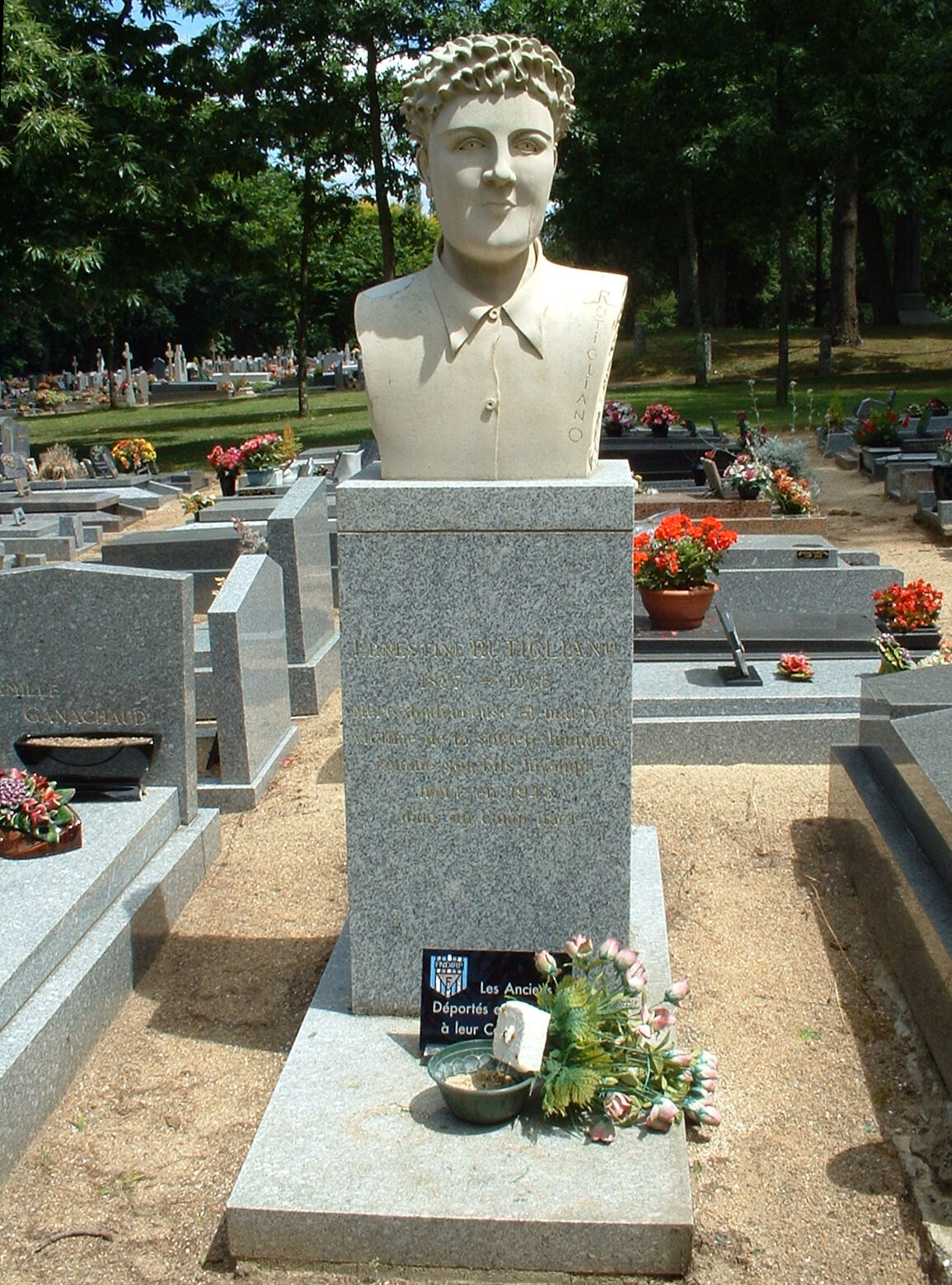
Buste de Libertaire Rutigliano sur la tombe de sa mère

À la suite d'une décision du Conseil municipal du 3 février 1936, des terrains appartenant à la famille Belot (propriétaire du château de la Gaudinière) et à M. Batie sont achetés par la municipalité nantaise. M. Belot exprimant ses inquiétudes sur la nature de la clôture de séparation, la Ville explore la loi, hésite, par souci d'économie, à édifier une clôture de grillage métallique doublé d'une haie, puis opte pour un mur de parpaings de 2,50 mètres de haut. Le cimetière conserve du site original un important boisement.
Après son assassinat par des résistants le 20 octobre 1941, le Feldkommandant de Nantes Karl Hotz y fut également inhumé quatre jours plus tard, avant d'être transféré au cimetière militaire allemand de Pornichet. Un carré militaire contient les sépultures de 112 aviateurs anglais également tués pendant la Seconde Guerre mondiale. Ailleurs, une stèle a été érigée en souvenir des Français enterrés en territoire d'outre-mer. Les concessions perpétuelles étant proscrites, la ville de Nantes a pris l'engagement en 1968 d'assurer l'entretien du monument. 
Le 26 juin 1956, quatre momies dont l'ancienneté est estimée à trois mille ans environ ont été inhumées dans l'ossuaire du cimetière du pont du Cens. Amenées d'Égypte au début du XIXe siècle par le scientifique nantais Frédéric Caillaud, les momies conservées au musée Dobrée se seraient dégradées à un point tel que leur inhumation aurait été rendue inévitable. Selon Vincent Buche, du Point, la véritable raison serait en réalité la crainte éprouvée par le personnel du musée quant à une supposée malédiction.
Le cimetière du pont du Cens héberge la tombe d'Ernestine Rutigliano (1897-1965), ornée du buste de son fils Libertaire Rutigliano (1921-1945), résistant mort en déportation, dont un collège nantais a pris le nom, et celle de Jean Rouxel (1935-1998), chimiste, Médaille d'or du CNRS en 1997, titulaire de la chaire de chimie des solides du Collège de France.

### Cimetière Saint-Clair

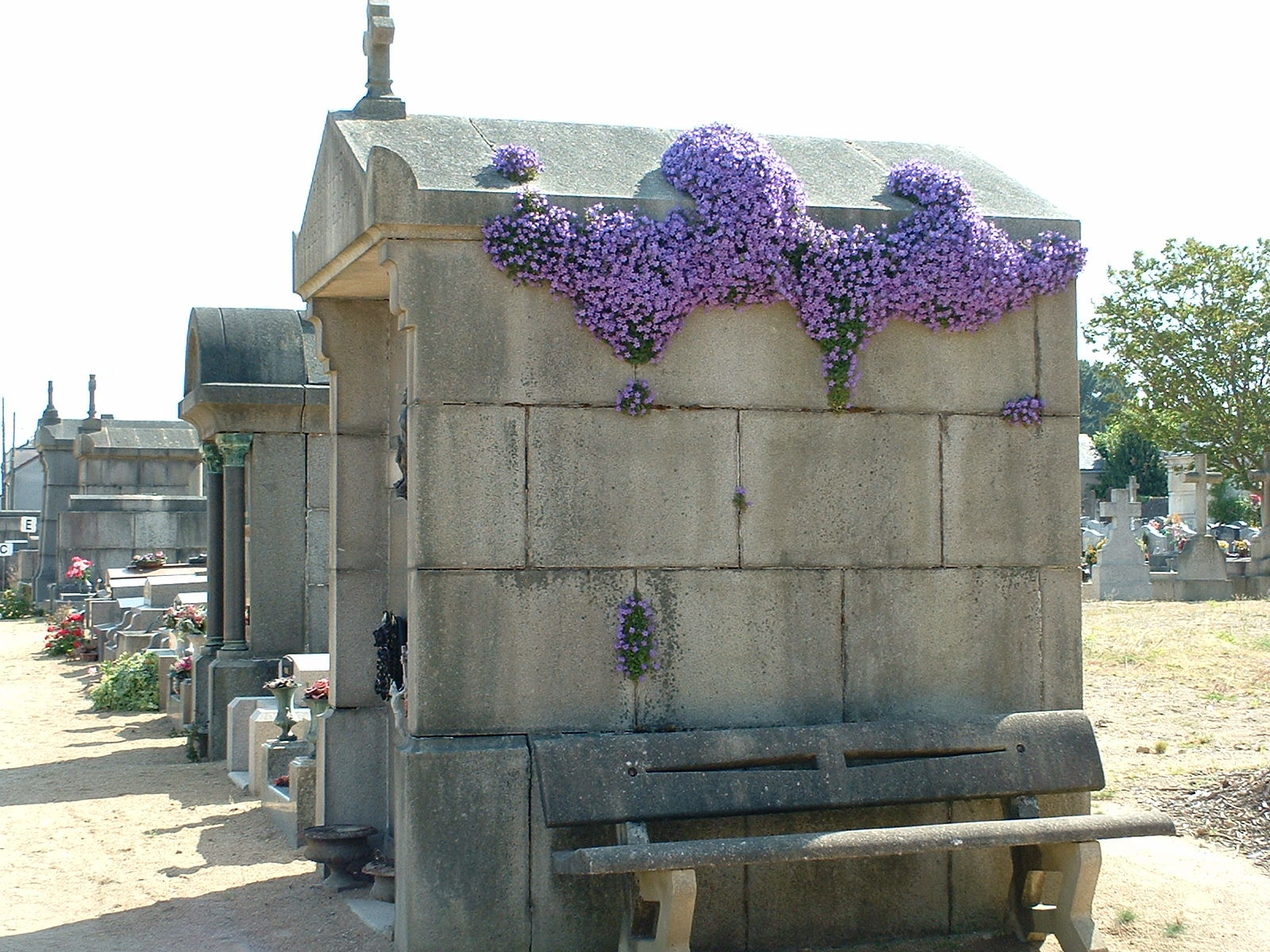
Caveau du cimetière Saint-Clair.

La paroisse de Saint-Clair en Chantenay inaugure son cimetière en avril 1868. Après le rattachement de Chantenay à Nantes, la mairie procède en 1936 à une extension du site. De petites parcelles autour du cimetière sont acquises, à l'amiable ou par expropriation. Le cimetière couvre alors 12 480 m2, et a un caractère simple et ordonné.
Sont enterrés à Saint-Clair le peintre René Pinard (1883-1938), le maire et député de Nantes Auguste Pageot (1888-1962), et le docteur Paul Macé, conseiller municipal, conseiller d'arrondissement.

### Cimetière Saint-Donatien

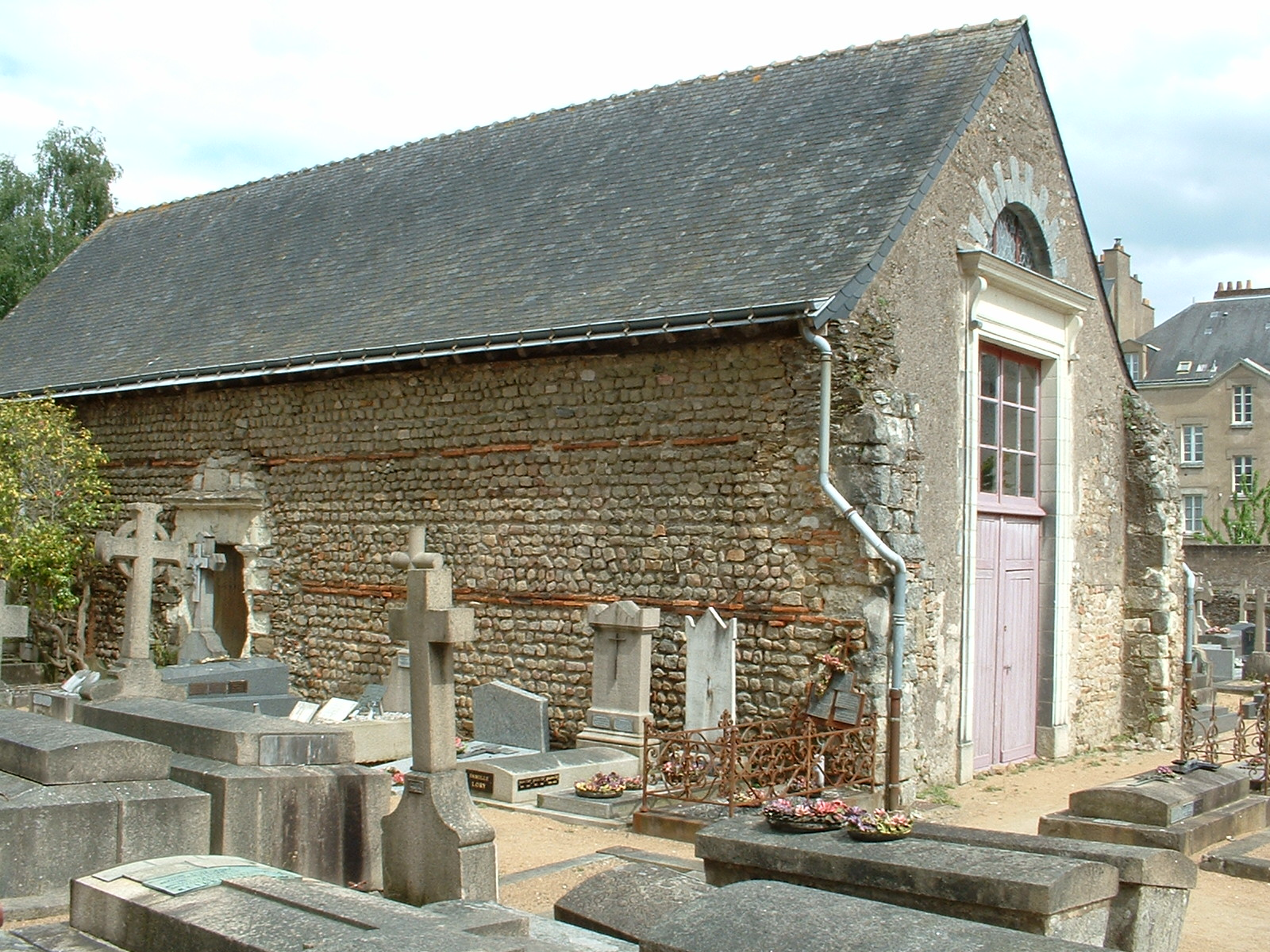
Cimetière Saint-Donatien : la chapelle Saint-Étienne.

Le cimetière Saint-Donatien est le plus ancien de Nantes. Il s'étend sur 0,650 hectare et reste le seul de la ville jouxtant sa basilique, à l'est de sa façade. C'est là qu'au IVe siècle saint Donatien et saint Rogatien, patrons de Nantes, ont été inhumés.
Ces deux frères issus d'une famille gallo-romaine aisée ont été dénoncés comme chrétiens et suppliciés vers l'an 304. Comme le voulait la tradition de l'époque pour les familles riches, les corps ont été enterrés dans la propriété familiale, dans une fosse unique retrouvée en 1873 lors de fouilles sous la crypte bâtie plus tard à cet endroit. En 313, l'empereur Constantin accorde la liberté de culte aux chrétiens. La communauté chrétienne de Nantes, pour accueillir les reliques des martyrs en 325, édifie un sépulcre sous forme d'un sarcophage de marbre. Placé sous les voûtes d'un arcosole à quelques mètres de la tombe, il formait un autel sur lequel la messe pouvait être célébrée. C'est donc autour de cette tombe que les églises successives de la paroisse Saint-Donatien ont été édifiées. Les fouilles pratiquées au début des années 1870 pour agrandir l'église ont permis de découvrir le 16 juillet 1873 qu'autour du premier sanctuaire élevé autour de saint Donatien et saint Rogatien se trouvaient des cercueils de pierre et des sarcophages, preuve de l'ancienneté du cimetière et illustration de la tradition d'enterrer les défunts près des lieux sacrés.
Le cimetière abrite la chapelle Saint-Étienne (anciennement chapelle Saint-Georges ou Saint-Agapit), le plus ancien édifice religieux du diocèse de Nantes. Elle aurait été bâtie au VIe siècle par l'évêque Épiphane qui aurait siégé de 508 à 512. La chapelle fut édifiée pour recueillir une relique de saint Étienne, premier martyr chrétien. C'était un lieu de pèlerinage, qui a conservé jusqu'à la fin du XXe siècle juste devant son entrée un puits qui permettait aux fidèles de se laver les mains avant d'entrer dans le sanctuaire. Le 2 Messidor an IV (18 juin 1796) les frères Peccot, Antoine, commissaire du gouvernement à la Monnaie de Nantes, et Mathurin, architecte, font l'acquisition de l'église, de la chapelle, de la cure et du cimetière, vendus comme biens nationaux. Les paroissiens décidèrent de s'associer pour le rachat de l'ensemble, dont le cimetière, le 19 Brumaire an XI (10 novembre 1802).

### Cimetière Saint-Jacques

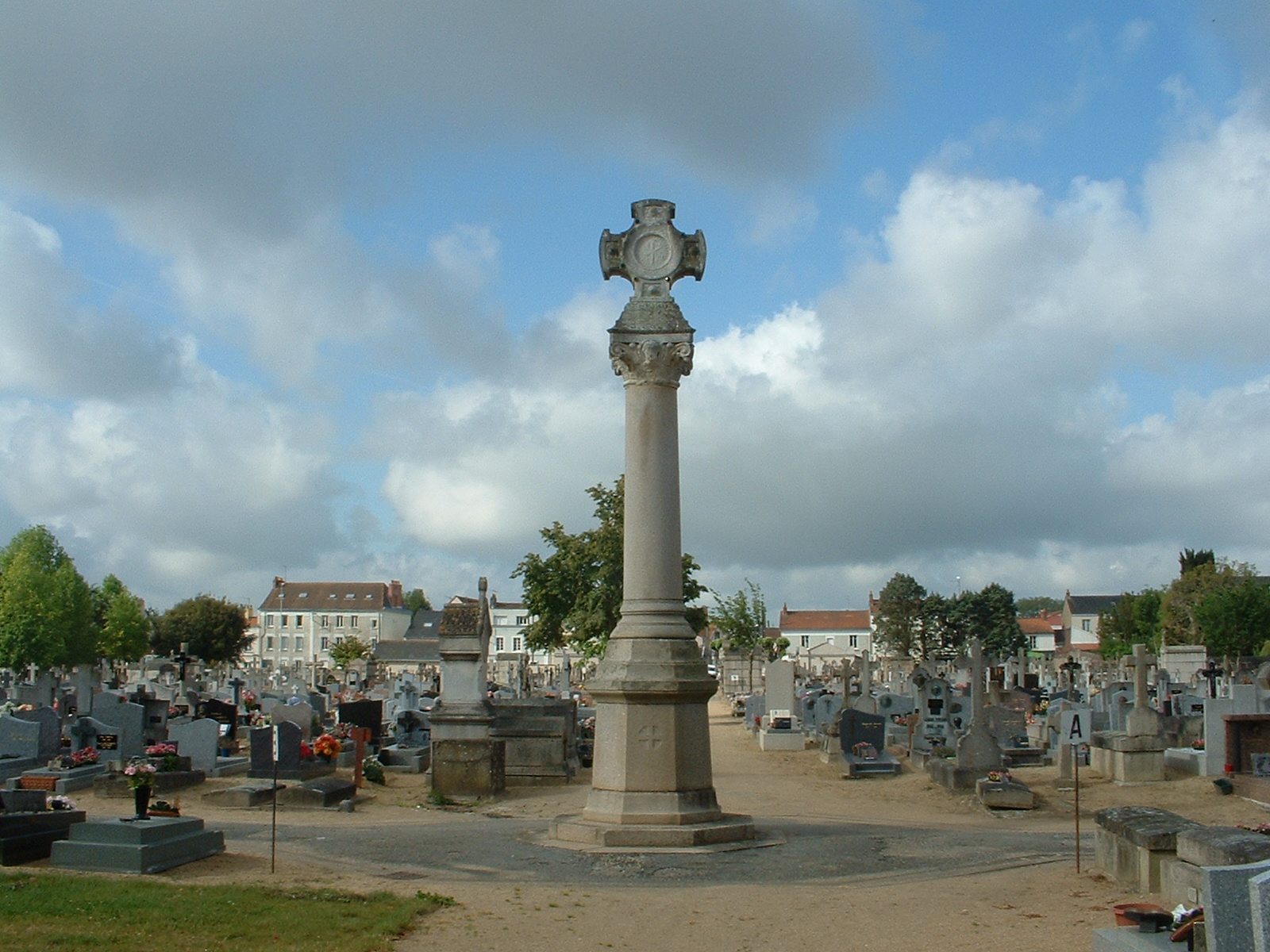
Calvaire de Saint-Jacques.

La présence de lieux de cultes dans le quartier Nantes Sud est attestée au Moyen Âge, ce qui laisse supposer qu'un lieu d'inhumation y existe de longue date. La plus ancienne mention qui en soit restée date de 1618 : un cimetière est situé route de Vertou, site qui est nommé cimetière Bureau vers 1732. En 1792, les cimetières de la paroisse sont interdits. Les corps sont alors ensevelis près de la route de Clisson, sur un terrain sans enclos. Les déprédations des animaux qui s'en prennent aux cadavres et la présence d'herbivores broutant parmi les tombes provoquent l'émoi de la population. La mairie de Nantes (à laquelle Saint-Jacques a été annexée en 1791) acquiert trois parcelles de terrain totalisant près de 7 500 m2 en 1811, situées à La Terre Rouge, chemin de Bonne-Garde sur la route de Clisson. L'argent nécessaire est prélevé sur le fonds de contribution extraordinaire constitué lors de l'occupation de Nantes par les troupes alliées contre l'Empire.
Ce cimetière devient la dernière demeure des décédés de l'Hôtel-Dieu, de même que le nouvel établissement construit en remplacement de l'hôpital du Sanitat, l'hôpital Saint-Jacques, qui emménage en 1834 sur la partie jouxtant Saint-Sébastien-sur-Loire. Deux propriétaires sont expropriés, le cimetière s'agrandit de 3 100 m2. Au fil des acquisitions, le cimetière s'étend en 1846, de 10 500 m2, en 1904 de 4 300 m2, en 1924 de 9 000 m2 et en 1928 de 14 400 m2. La surface totale du cimetière Saint-Jacques atteint 5 hectares.
Dans le cimetière Saint-Jacques se trouve un calvaire. Il y a également un monument érigé à la mémoire des victimes du naufrage du bateau à vapeur d'excursion le Saint-Philibert effectuant la liaison depuis l'île de Noirmoutier vers le continent, drame qui entraîne la mort de près de 500 personnes. Ayant constaté que 54 des corps retrouvés n'ont pas eu de proches ou de famille leur donnant une sépulture, la ville de Nantes décide de leur offrir des obsèques solennelles. D'abord enterrés à La Bouteillerie, ils sont transférés à Saint-Jacques quelques années plus tard.

### Cimetière Saint-Joseph-de-Porterie

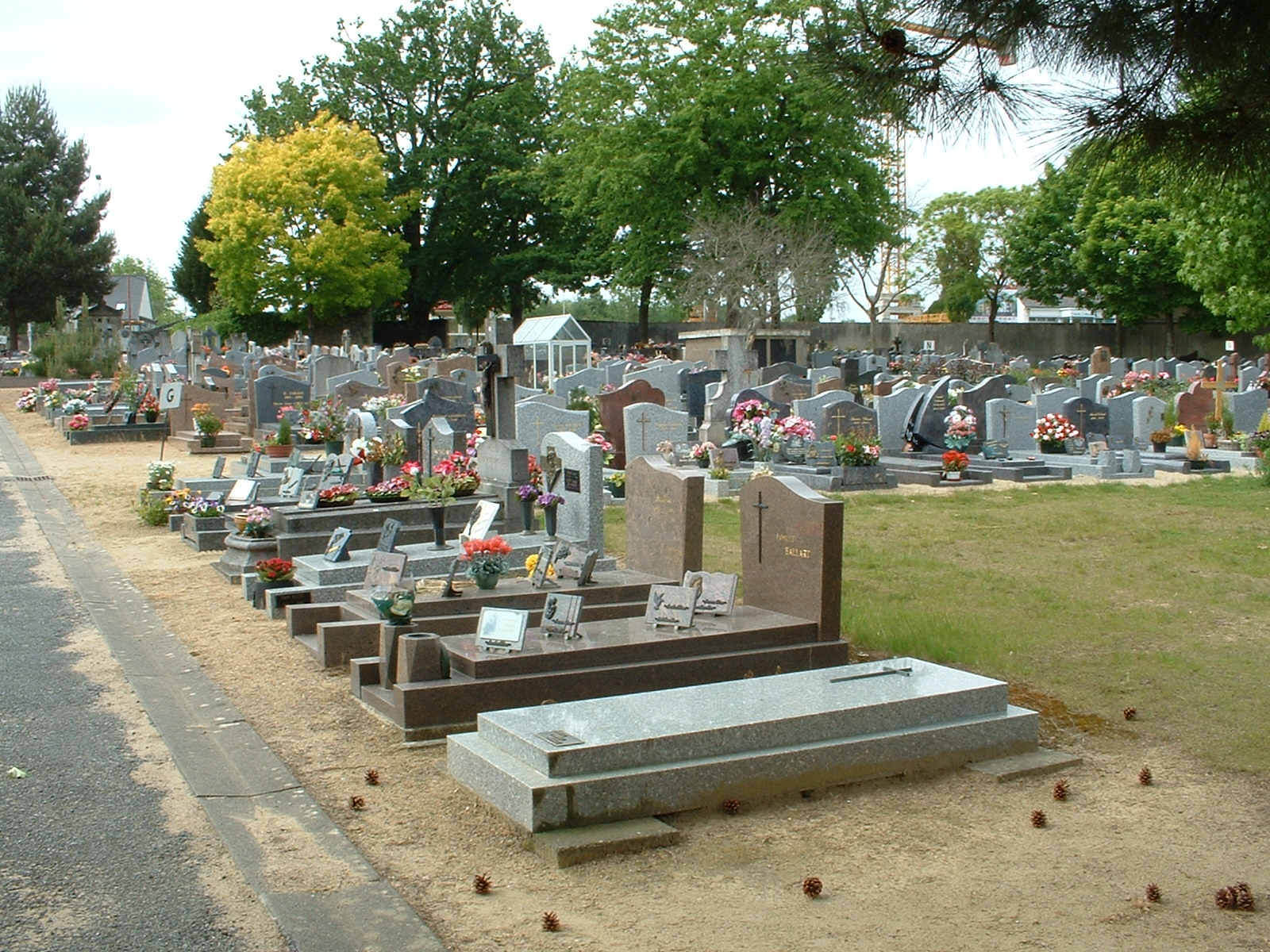
Vue du cimetière Saint-Joseph.

La paroisse de Saint-Joseph-de-Porterie n'a été fondée qu'en 1845 sur l'initiative des pratiquants qui déploraient de devoir se rendre à l'église Saint-Donatien dont ils dépendaient alors. L'inhumation des défunts a lieu sur un terrain concédé par un propriétaire privé le long de la route vers Carquefou. En 1851, pour protéger les sépultures, la mairie de Nantes s'engage à dépenser une certaine somme pour faire construire un mur d'enceinte, le dépassement de frais et le transport des matériaux étant à la charge des paroissiens. En 1928, l'administration doit faire face à l'engorgement du cimetière. La construction des cités ouvrières en périphérie de l'usine des Batignolles a dopé la démographie et par voie de conséquence la mortalité. Le nombre d'inhumations a été multiplié quasiment par quatre depuis le début de l'implantation des nouveaux logements. L'acquisition de 4 500 m2 est officialisée en avril 1929. Une nouvelle extension en 1987 porte la surface totale à 1,170 hectare. À l'entrée du cimetière se trouvent deux petits cimetières privés appartenant aux familles Le Lasseur et La Laurencie.

### Cimetière Saint-Martin ancien
Cette nécropole est le cimetière historique de la paroisse de Saint-Martin de Chantenay, qui a servi de base à la commune de Chantenay-sur-Loire annexée par Nantes en 1908. La première concession a été achetée le 27 mai 1827. Le cimetière Saint-Martin ancien couvre 0,350 hectare, et se trouve sur un terrain pentu.

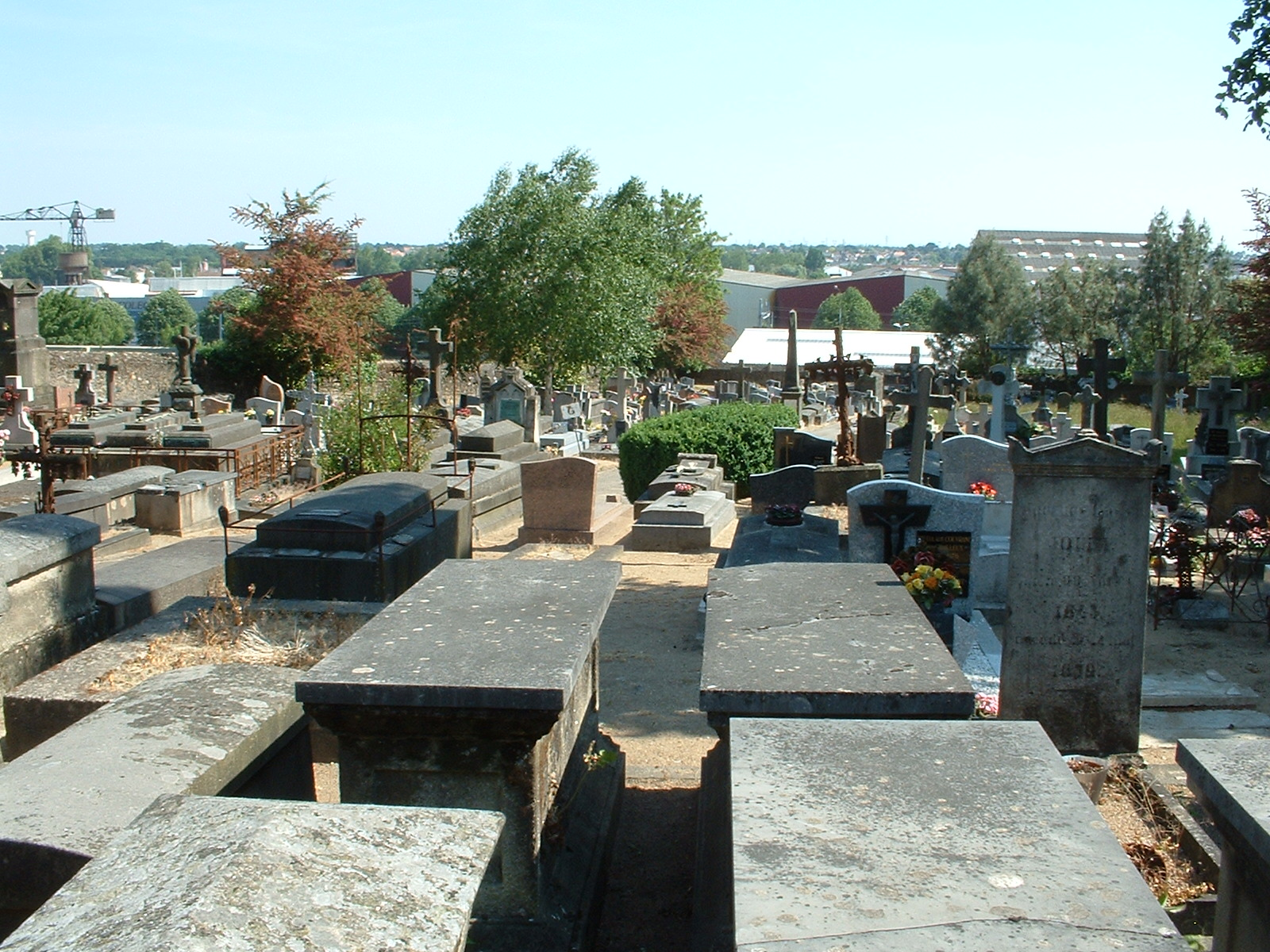
Saint-Martin ancien - Vue générale.
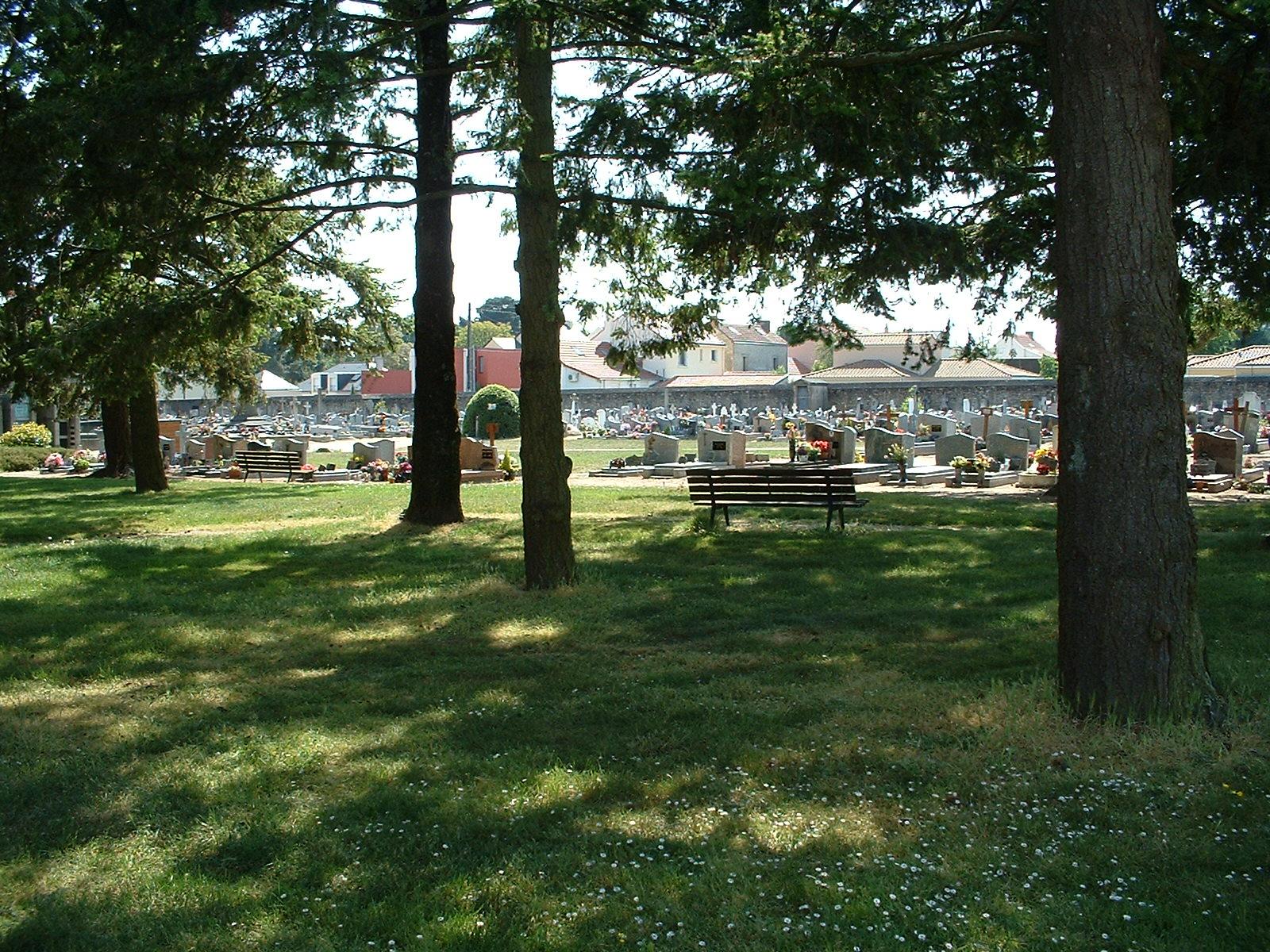
Saint-Martin nouveau - Vue depuis la partie boisée.

### Cimetière Saint-Martin nouveau
Le cimetière Saint-Martin nouveau a une superficie de 1,3 hectare. Il a été inauguré le 24 avril 1892.

### Cimetière Sainte-Anne ancien
En 1846, une décision du conseil municipal de Chantenay-sur-Loire – alors commune indépendante – prive les paroissiens de Sainte-Anne du droit d'inhumation dans le cimetière de Chantenay dont ils disposaient alors. Ils adressent une pétition à la mairie de Nantes, argumentant du fait de la trop grande distance entre leur paroisse et le cimetière de Miséricorde pour réclamer la création d'un cimetière près de l'église Sainte-Anne. Évariste Colombel, maire de Nantes, signe en janvier 1849 (selon É. Ravilly et J.-Y. de Sallier Dupin, la décision est prise en février 1850) l'acte d'acquisition d'une tenue maraîchère appartenant à un certain Thomine. Ce terrain est situé au lieu-dit « la Petite Hautière » au bord du chemin de la Bigotière. L'achat est suivi de la construction d'un mur de clôture, d'un logement pour le fossoyeur et d'une grille d'entrée. Le cimetière couvre alors 6 000 m2. En 1887, M. Péroteaux vend à la ville deux parcelles de 1 200 m2 et 2 500 m2 destinées à l'extension du cimetière. Cependant, en mars 1895, les prévisions établissent que la capacité d'accueil n'excède pas deux ans en fonction du rythme annuel d'inhumation, ce qui conduit à l'ouverture du Nouveau cimetière Sainte-Anne.
Parmi les tombes de l'Ancien cimetière Sainte-Anne se trouve celle de Gaëtan Rondeau, maire de Nantes en 1941 et 1942.

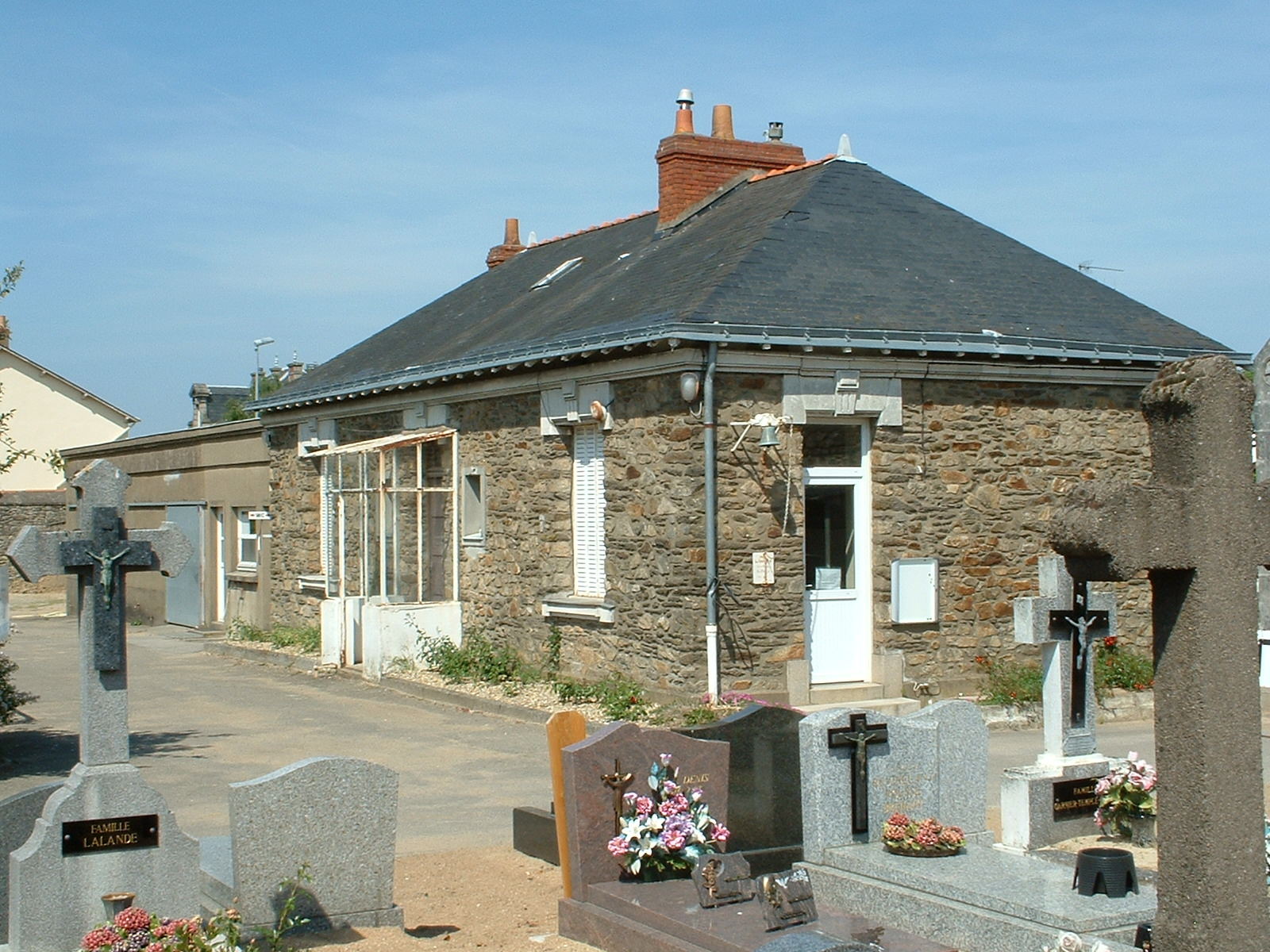
Sainte-Anne ancien : ancien logement du fossoyeur.
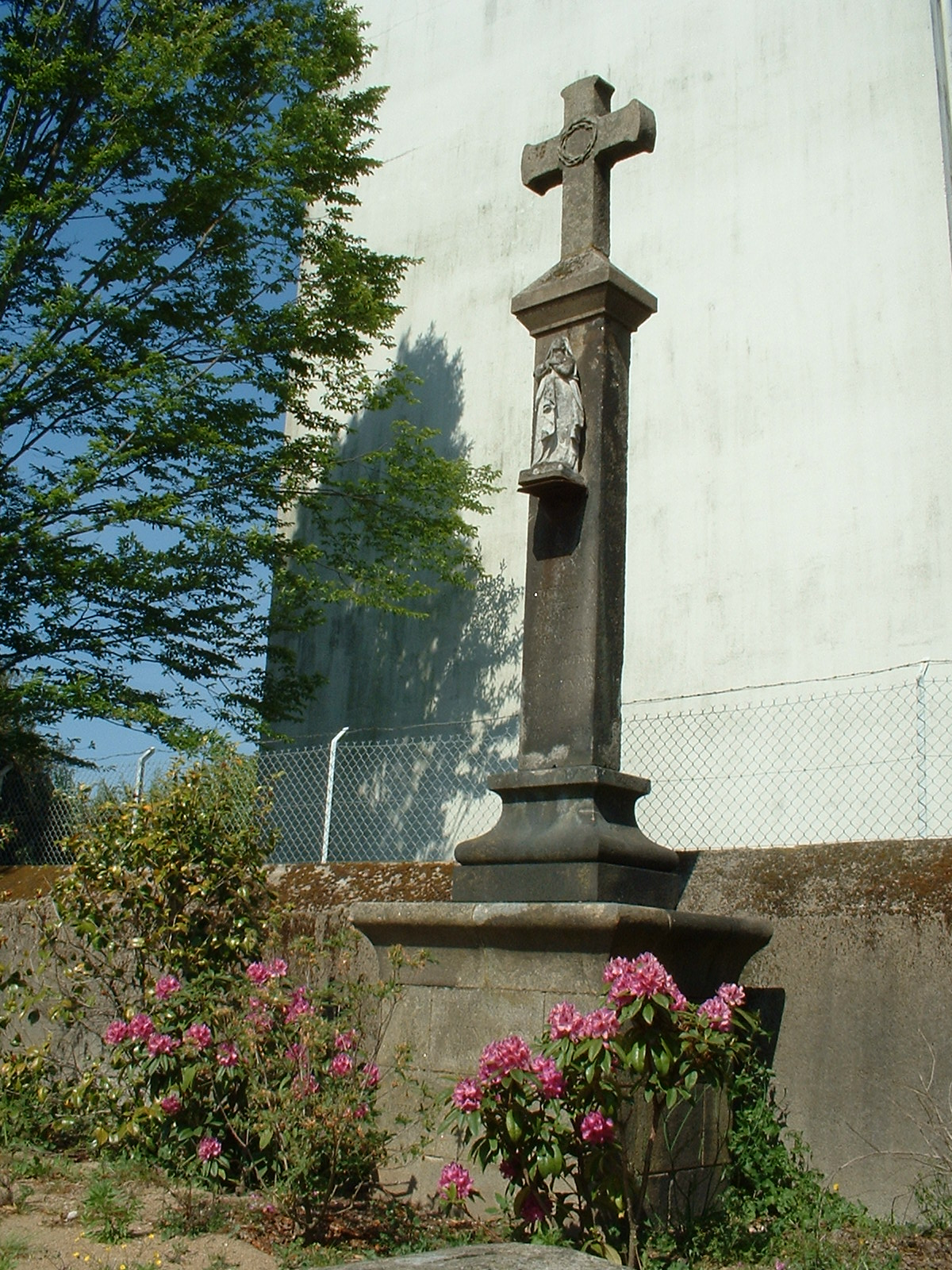
Calvaire du cimetière Sainte-Anne nouveau.

### Cimetière Sainte-Anne nouveau
Après avoir envisagé une extension de l'ancien cimetière Sainte-Anne, la ville renonce en raison du prix élevé du terrain convoité et de la proximité d'habitations. C'est donc dans la même rue, mais sur le côté opposé, c'est-à-dire sur un terrain dépendant de la commune de Chantenay-sur-Loire, à « la Souris-Chaude », que la mairie dirigée par Paul-Émile Sarradin acquiert le 27 mai 1898 un terrain appartenant à M. Tessier. Le terrain est argileux, la nappe d'eau n'est alors qu'à 60 centimètres de la surface. Des travaux sont nécessaires pour la drainer. Ce cimetière compte 11 428 m2 de superficie.

### Cimetière Toutes-Aides

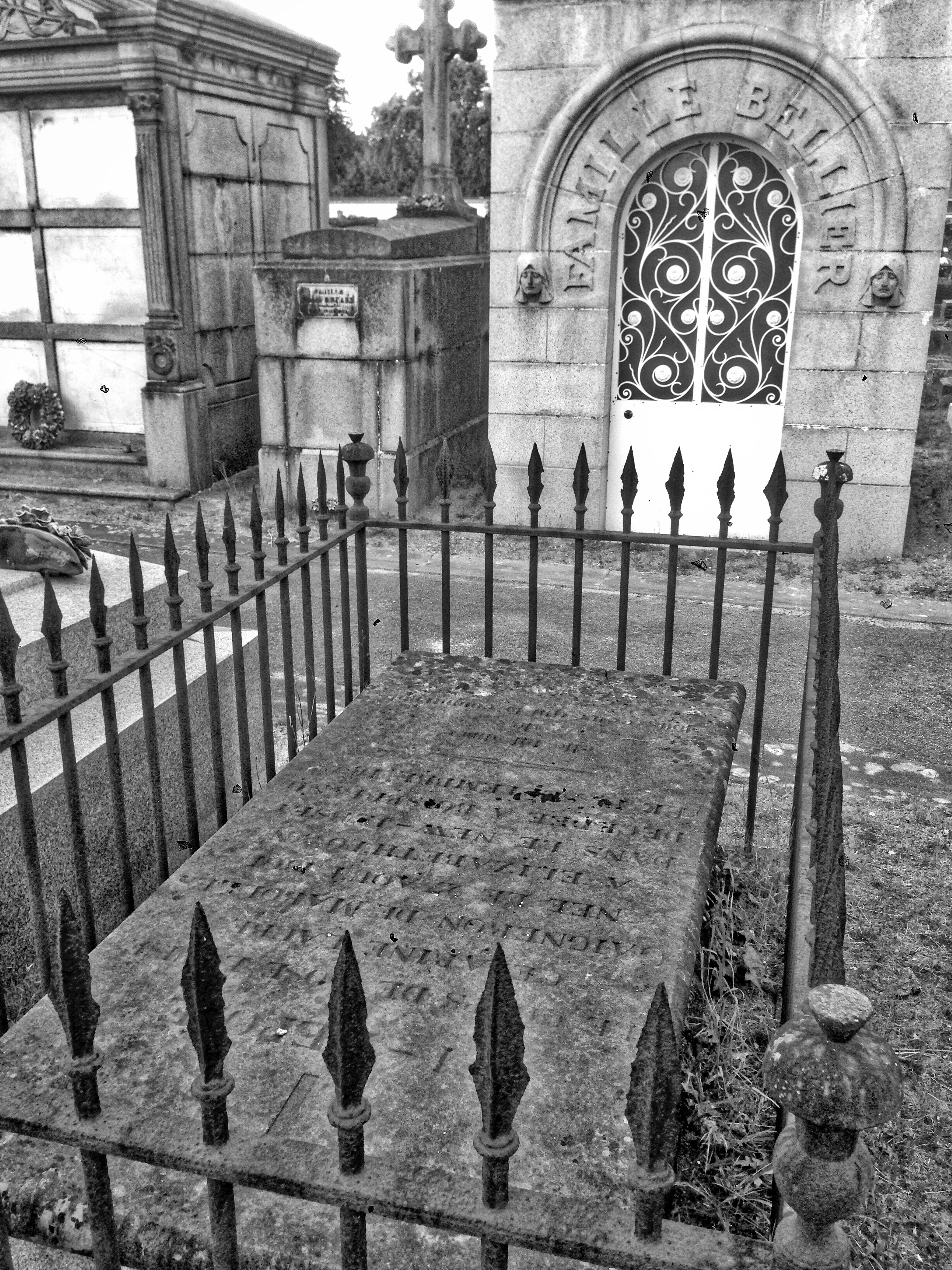
Elle fut aimée de tous ceux qui la connurent - Tombe no 1 - Laure Gaigneron de Marolles.

Avant de devenir le cimetière municipal de Doulon, l'extrémité ouest du cimetière actuel fut choisie, en 1829, comme lieu de sépulture de Laure Gaigneron de Marolles. Dans les registres municipaux actuels, cette tombe porte le no 1. La tombe no 2 ne fut installée que 25 années plus tard. En 1829, cet emplacement marquait, vraisemblablement, l'extrémité ouest du parc du château du Grand-Blottereau. Le propriétaire de celui-ci, Siochan de Kersabiec, par ailleurs ancien maire de la commune de Doulon, fut signataire, avec le médecin, de l'acte de décès de Laure Gaigneron de Marolles. Cette tombe est si bien protégée, par une grille formée de faisceaux de licteurs romains extrêmement aiguisés et pointus, qu'il reste impossible d'accéder à la pierre tombale sans risquer des blessures. Née aux États-Unis, Laure Gaigneron de Marolles décéda au château de Bois-Briand. Sa vie fut illustrée par Camille Mellinet dans son Histoire de la Musique à Nantes[réf. nécessaire].

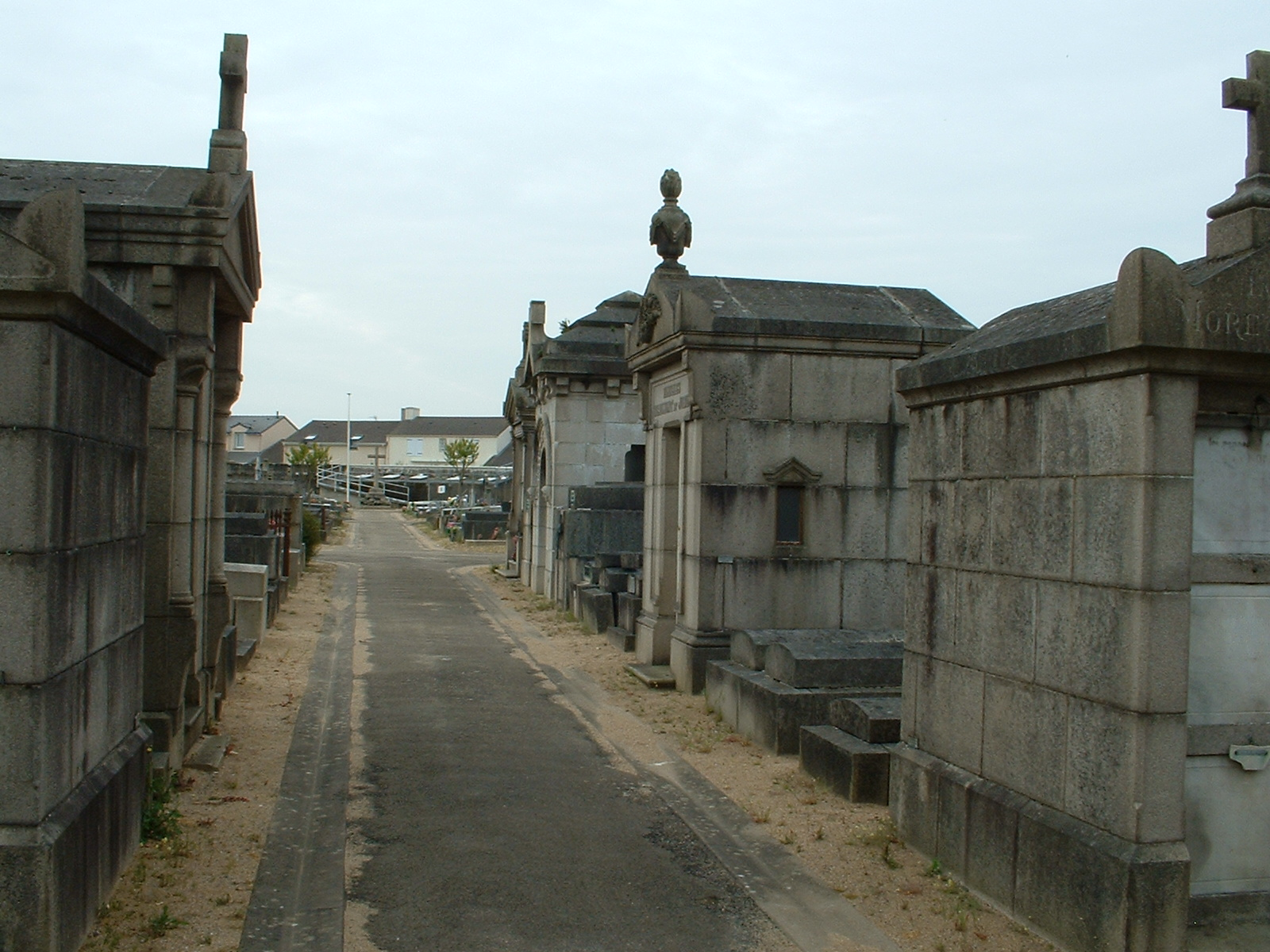
Caveaux de Toutes-Aides

Le cimetière de Toutes-Aides devint le cimetière municipal de la commune de Doulon puis de Nantes, après l'annexion de cette commune par celle de Nantes en 1908. En 1925, le conseil municipal accepte de se voir léguer 40 000 francs de l'époque par Mlle Pélagie Jubin, avec pour condition l'entretien perpétuel du caveau des familles Beaumont-Jubin, et ce malgré la disparition des concessions perpétuelles. En 1928 l'administration constate l'encombrement du site, occupé aux trois quarts par des fosses communes. La ville fait l'acquisition d'un terrain maraîcher de presque 1 300 m2 où sont cultivés muguet, œillets, radis, salades, plants de vigne et poiriers. En 1930, la mairie achète en complément une parcelle de 1 500 m2. Le cimetière atteint la taille de 1,5 hectare. En 1932, il est envisagé de construire un four crématoire au lieu d'un ossuaire pour se débarrasser des ossements anciens.

### Cimetière du Vieux-Doulon

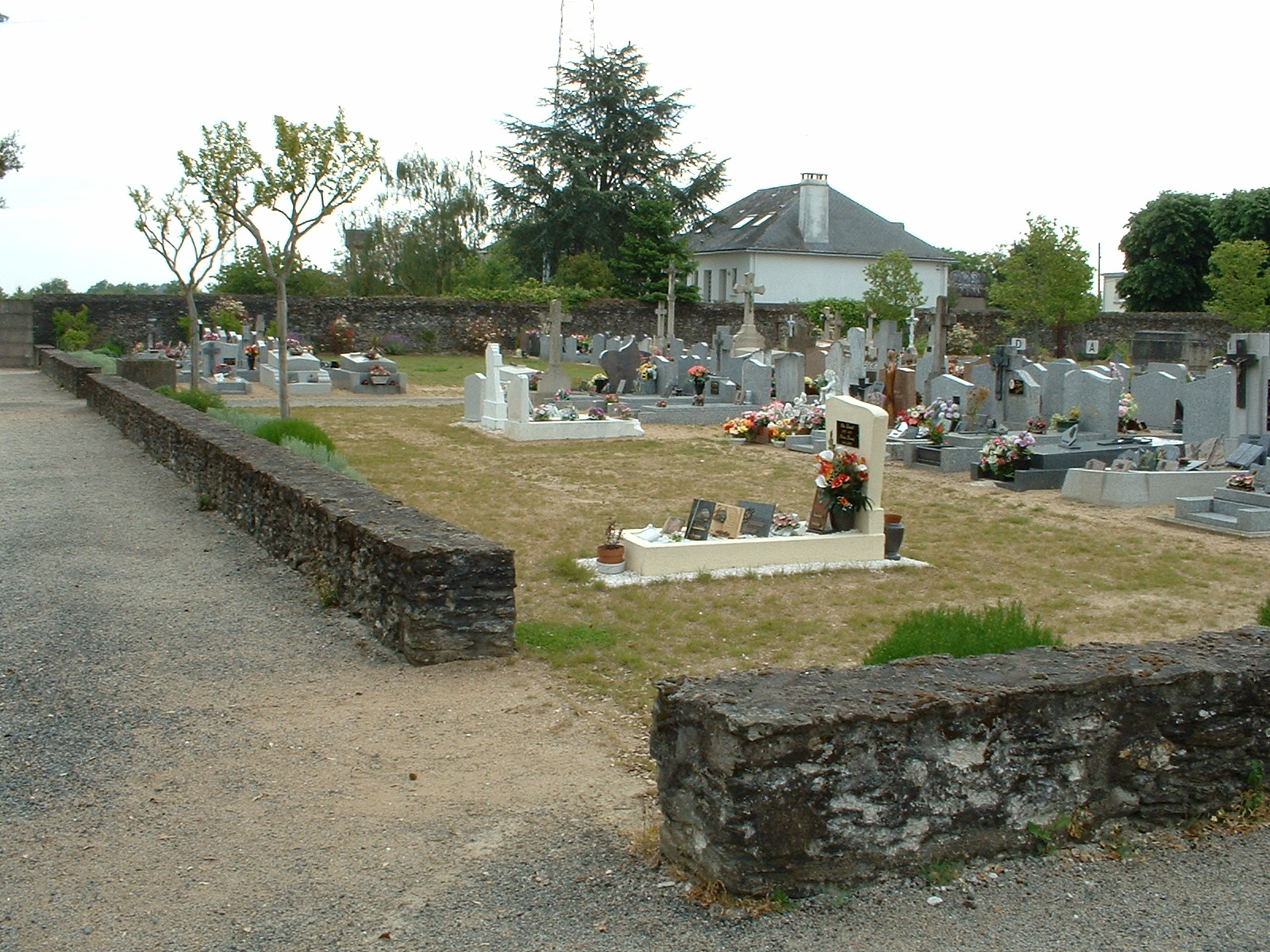
Vestiges de la délimitation d'avant 1930.

Les traces écrites concernant ce cimetière de 0,570 hectare sont rares. En mars 1930, un agrandissement de 5 000 m2 est rendu possible grâce à l'acquisition de trois parcelles appartenant au comte de Becdelièvre. En 1988, l'ancien dépôt de voirie voisin est annexé.

## Gestion contemporaine des cimetières

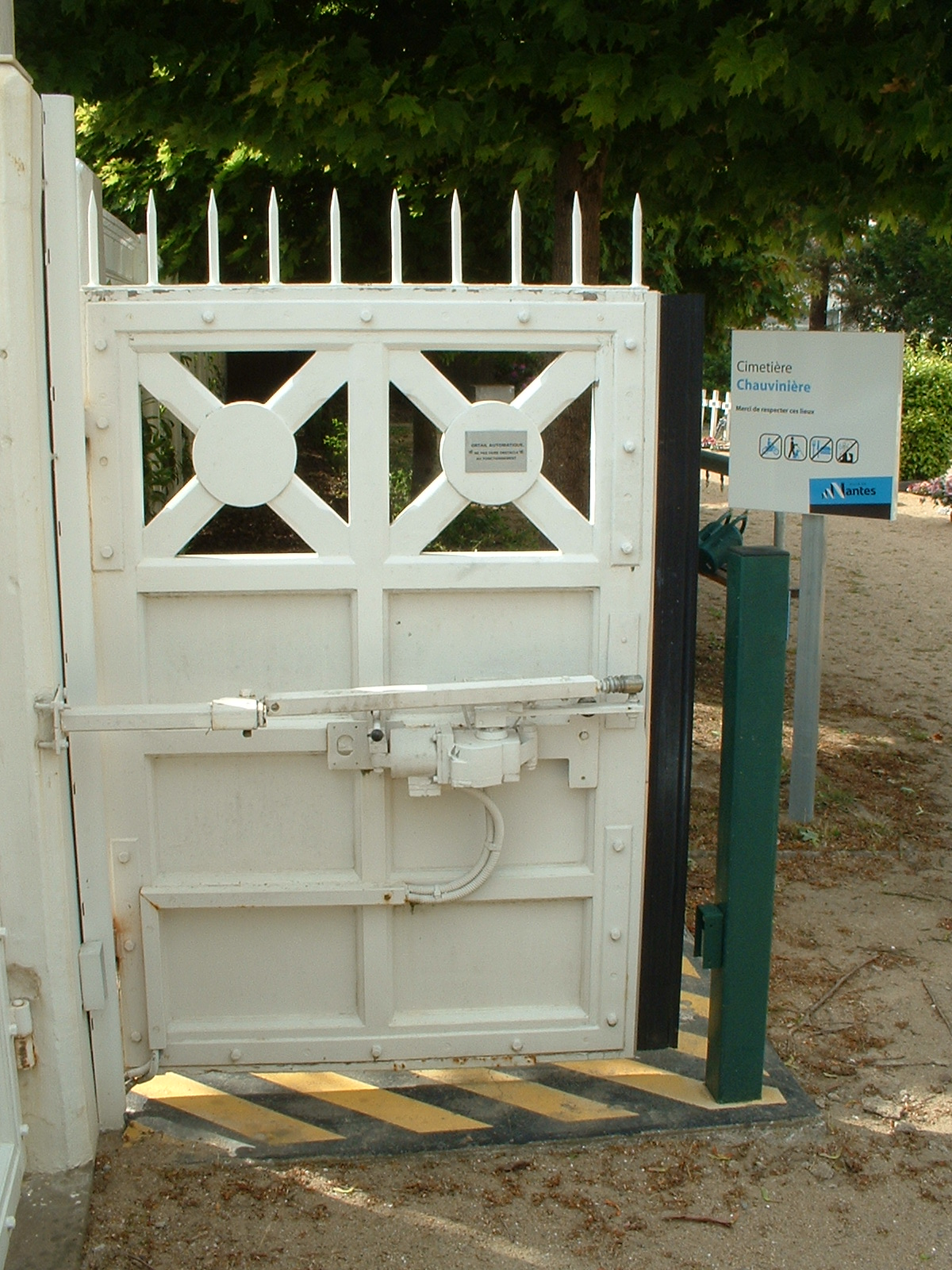
La Chauvinière : porte automatique à bras articulé.

Les cimetières nantais sont ouverts tous les jours, dans une plage horaire comprise entre 8 heures et 20 heures, amplitude permise par l'emploi de portails automatiques. Il existe deux « maisons » disposant de chambres funéraires (funérarium) sur la commune : au nord près du cimetière paysager, et au sud à côté du cimetière Saint-Jacques. Une chambre mortuaire comportant quatre salons funéraires existe au CHU de Nantes.
Toute personne décédée à Nantes, ainsi que toute personne qui y est domiciliée venant à décéder, a la possibilité d'être inhumée en terrain commun dans un cimetière de la ville pour une durée de cinq ans, au terme desquels les restes sont déposés dans l'ossuaire commun, à moins que des proches acquièrent une concession. Celle-ci peut être acquise également dès le décès. Dans les deux cas, les concessions dans les cimetières nantais sont achetées pour quinze ans ou trente ans. Il existe des concessions individuelles, familiales et collectives. L'attribution d'un emplacement est soumise au règlement intérieur de chaque cimetière. Dans le respect des croyances, il est possible dans certains cimetières d'inhumer les défunts dans des espaces réservés aux différentes communautés religieuses.
Outre l'inhumation, il existe la possibilité de recourir à la crémation (incinération). Il n'y a qu'un crématorium à Nantes, situé au cimetière-parc, et qui est un équipement municipal géré par la société OGF dans le cadre d'une délégation de service public. Quatre cimetières (Cimetière-parc, Bouteillerie, Miséricorde et Saint-Jacques) disposent d'un « jardin du souvenir » permettant la dispersion des cendres ou le dépôt de celles-ci dans une urne placée dans un columbarium (elles peuvent également être conservées par les proches).
En 2009, la régie de fossoyage du service des cimetières de la ville de Nantes a procédé à 615 inhumations (242 en concession, 105 en terrains communs, 112 ré-inhumations, 156 dépôts en columbariums). Les familles voulant faire de la place dans les concessions (réduction de corps ou transfert vers des concessions plus durables) ont effectué 66 exhumations en terre et 115 en caveau, soit 181 exhumations au total. Le bilan total est donc de 796 interventions. L'activité de la régie municipale est concurrencée par des entreprises privées : depuis 2006 des entreprises de marbrerie pratiquent les inhumations en caveau. Le choix de l'inhumation en terrain gratuit est en forte hausse sur les années 2008-2009 (de l'ordre de 40 %).
La durée des concessions n'excède pas trente ans, durée pour laquelle une concession coûte, en 2023, 1107€, une concession de quinze ans revient à 493€. À titre de comparaison ces tarifs sont plus élevés qu'à Neuilly-sur-Seine et Strasbourg, similaires à ceux de Bordeaux, ces trois villes acceptant les concessions perpétuelles.
Les cimetières ayant une valeur historique bénéficient d'un travail de conservation particulier, tel le cimetière Miséricorde.